# Open di Francia 2011
L'Open di Francia 2011  (conosciuto anche come Roland Garros) è stato un torneo di tennis giocato sulla terra rossa. Era la 110ª edizione dell'Open di Francia, e la seconda prova del Grande Slam dell'anno. Si è giocato allo Stade Roland Garros di Parigi, in Francia, dal 22 maggio al 5 giugno 2011. I detentori del titolo del singolare maschile e femminile erano rispettivamente Rafael Nadal e Francesca Schiavone. Nadal ha conservato il titolo, conquistando la "coppa dei moschettieri" per la sesta volta ed eguagliando il record di vittorie di Björn Borg. Schiavone invece si è arresa in finale alla cinese Li Na, che si è aggiudicata il suo primo titolo dello Slam.

## Sommario
Lo spagnolo Rafael Nadal si è aggiudicato il titolo. Il numero 1 del seeding ha debuttato contro lo statunitense John Isner. Nel secondo turno ha battuto il connazionale Pablo Andújar. Nel turno successivo ha sconfitto il qualificato Antonio Veić con il punteggio di 6–1, 6–3, 6–0. Negli ottavi di finale ha avuto la meglio sul croato Ivan Ljubičić sconfitto per 7–5, 6–3, 6–3. Nei quarti di finale ha affrontato e battuto lo svedese Robin Söderling 6–4, 6–1, 7–6(3). In semifinale ha battuto il numero 4 del mondo Andy Murray con il punteggio di 6–4, 7–5, 6–4. Nella finale sul Philippe Chatrier ha battuto lo svizzero Roger Federer 7–5, 7–6(3), 5–7, 6–1.
La cinese Li Na ha vinto la Coppa Suzanne Lenglen partendo come nº6 del seeding. Nel 1º turno ha battuto la ceca Barbora Strýcová, perdendo il 1º set del torneo, con il punteggio di 6–3, 7–6(6), 6-3. Nel 2º turno ha sconfitto Sílvia Soler Espinosa 6–4, 7–5. Nel turno successivo ha avuto la meglio su Sorana Cîrstea che ha sconfitto per 6–2, 6–2. Negli ottavi di finale ha battuto un'altra ceca, Petra Kvitová, con il punteggio di 2–6, 6–1, 6–3. Nei quarti di finale ha affrontato la numero 4 del mondo Viktoryja Azaranka che ha sconfitto per 7–5, 6–2. In semifinale ha vinto su Marija Šarapova con il punteggio di 6–4, 7–5. In finale ha sconfitto Francesca Schiavone in due set con il punteggio di 6–4, 7–6(0). Li Na diventa la prima asiatica a vincere un torneo del Grande Slam.

## Programma del torneo
Il torneo si svolge in 15 giornate divise in due settimane.

## Wildcard
Ai seguenti giocatori è stata assegnata una wildcard per accedere al tabellone principale.

### Singolare maschile
- Tim Smyczek
- Bernard Tomić
- Arnaud Clément
- Benoît Paire
- Maxime Teixeira
- Édouard Roger-Vasselin
- Guillaume Rufin
- Vincent Millot

### Singolare femminile
- Casey Dellacqua
- Irina Falconi
- Pauline Parmentier
- Kristina Mladenovic
- Iryna Brémond
- Stéphanie Foretz
- Olivia Sanchez

### Doppio maschile
1. Kenny de Schepper /  Albano Olivetti
2. Jérémy Chardy /  Arnaud Clément
3. Gaël Monfils /  Josselin Ouanna
4. Marc Gicquel /  Édouard Roger-Vasselin
5. Pierre-Hugues Herbert /  Nicolas Renavand
6. Guillaume Rufin /  Alexandre Sidorenko
7. Olivier Patience /  Éric Prodon

### Doppio femminile
1. Julie Coin /  Mathilde Johansson
2. Irena Pavlović /  Laura Thorpe
3. Caroline Garcia /  Aurélie Védy
4. Kristina Mladenovic /  Pauline Parmentier
5. Claire Feuerstein /  Stéphanie Foretz
6. Victoria Larrière /  Alizé Lim
7. Audrey Bergot /  Iryna Brémond

### Doppio misto
1. Julie Coin /  Nicolas Mahut
2. Alizé Cornet /  Gilles Simon
3. Alizé Lim /  Richard Gasquet
4. Amélie Mauresmo /  Michaël Llodra
5. Virginie Razzano /  Dick Norman
6. Aravane Rezaï /  Grigor Dimitrov

## Qualificazioni
Le qualificazioni per accedere ai tabelloni principali del torneo si sono svolte tra il 17 e il 20 maggio 2011 in tre turni; si sono qualificati i vincitori del terzo turno:

### Singolare maschile
1. Frank Dancevic
2. Steve Darcis
3. Alejandro Falla
4. Augustin Gensse
5. Denis Gremelmayr
6. David Guez
7. Łukasz Kubot
8. Javier Martí
9. Leonardo Mayer
10. Björn Phau
11. Éric Prodon
12. Albert Ramos Viñolas
13. Stéphane Robert
14. Lukáš Rosol
15. Thomas Schoorel
16. Antonio Veić

#### Lucky losers
1. Andreas Beck
2. Alex Bogomolov Jr.
3. Simone Bolelli
4. Marc Gicquel
5. Marsel İlhan

### Singolare femminile
1. Mona Barthel
2. Latisha Chan
3. Eléni Daniilídou
4. Corinna Dentoni
5. Marina Eraković
6. Vol'ha Havarcova
7. Sabine Lisicki
8. Nuria Llagostera Vives
9. Sílvia Soler Espinosa
10. Sloane Stephens
11. Heather Watson
12. Aleksandra Wozniak

#### Lucky loser
1. Anastasija Pivovarova

## Tennisti partecipanti ai singolari

### Singolare maschile
- Singolare maschile

| Campione                    | Campione                  | Finalista               | Finalista                  |
| --------------------------- | ------------------------- | ----------------------- | -------------------------- |
| Rafael Nadal (1)            | Rafael Nadal (1)          | Roger Federer (3)       | Roger Federer (3)          |
| Semifinalisti               |                           |                         |                            |
| Andy Murray (4)             | Andy Murray (4)           | Novak Đoković (2)       | Novak Đoković (2)          |
| Eliminati ai quarti         |                           |                         |                            |
| Robin Söderling (5)         | Juan Ignacio Chela        | Gaël Monfils (9)        | Fabio Fognini              |
| Eliminati nel 4º turno      |                           |                         |                            |
| Ivan Ljubičić               | Gilles Simon (18)         | Viktor Troicki (15)     | Alejandro Falla            |
| David Ferrer (7)            | Stan Wawrinka (14)        | Albert Montañés         | Richard Gasquet (13)       |
| Eliminati nel 3º turno      |                           |                         |                            |
| Antonio Veić                | Fernando Verdasco (16)    | Mardy Fish (10)         | Leonardo Mayer             |
| Michael Berrer              | Aleksandr Dolhopolov (21) | Łukasz Kubot            | Lukáš Rosol                |
| Serhij Stachovs'kyj (31)    | Steve Darcis              | Jo-Wilfried Tsonga (17) | Janko Tipsarević (29)      |
| Guillermo García López (30) | Michail Južnyj (12)       | Thomaz Bellucci (23)    | Juan Martín del Potro (25) |
| Eliminati nel 2º turno      |                           |                         |                            |
| Pablo Andújar               | Nikolaj Davydenko (28)    | Sam Querrey (24)        | Xavier Malisse             |
| Robin Haase                 | Jérémy Chardy             | Marcos Baghdatis (27)   | Albert Ramos Viñolas       |
| Simone Bolelli              | Arnaud Clément            | Andreas Haider-Maurer   | Tobias Kamke               |
| Carlos Berlocq              | Florian Mayer (20)        | Kevin Anderson (32)     | Jürgen Melzer (8)          |
| Julien Benneteau            | Kei Nishikori             | Philipp Petzschner      | Guillaume Rufin            |
| Thomas Schoorel             | Igor' Andreev             | Pere Riba               | Maxime Teixeira            |
| Stéphane Robert             | Marsel İlhan              | Rubén Ramírez Hidalgo   | Michail Kukuškin           |
| Marcel Granollers           | Andreas Seppi             | Blaž Kavčič             | Victor Hănescu             |
| Eliminati nel 1º turno      |                           |                         |                            |
| John Isner                  | Santiago Giraldo          | Pablo Cuevas            | Denis Gremelmayr           |
| Philipp Kohlschreiber       | Somdev Devvarman          | Dmitrij Tursunov        | Juan Mónaco                |
| Ricardo Mello               | Daniel Gimeno Traver      | Grigor Dimitrov         | Michael Russell            |
| Frederico Gil               | Dustin Brown              | Javier Martí            | Ryan Harrison              |
| Éric Prodon                 | Frank Dancevic            | Filippo Volandri        | Milos Raonic (26)          |
| Rainer Schüttler            | Ryan Sweeting             | Olivier Rochus          | Julian Reister             |
| Nicolás Almagro (11)        | Bernard Tomić             | Potito Starace          | Igor' Kunicyn              |
| Nicolas Mahut               | Tim Smyczek               | Èdouard Roger-Vasselin  | Andreas Beck               |
| Jarkko Nieminen             | Rui Machado               | Lu Yen-hsun             | David Guez                 |
| Michaël Llodra (22)         | Miša Zverev               | Adrian Mannarino        | Björn Phau                 |
| Augustine Gensse            | Máximo González           | Florent Serra           | Jan Hájek                  |
| Brian Dabul                 | Ivan Dodig                | Vincent Millot          | Feliciano López            |
| Tomáš Berdych (6)           | Denis Istomin             | Tommy Haas              | Robert Kendrick            |
| Marin Čilić (19)            | Marc Gicquel              | Daniel Brands           | Gō Soeda                   |
| Radek Štěpánek              | Alex Bogomolov Jr.        | Tejmuraz Gabašvili      | Andrej Golubev             |
| Ivo Karlović                | Ernests Gulbis            | Benoît Paire            | Thiemo de Bakker           |

### Singolare femminile
- Singolare femminile

| Campionessa             | Campionessa                   | Finalista                   | Finalista                 |
| ----------------------- | ----------------------------- | --------------------------- | ------------------------- |
| Li Na (6)               | Li Na (6)                     | Francesca Schiavone (5)     | Francesca Schiavone (5)   |
| Semifinaliste           |                               |                             |                           |
| Marion Bartoli (11)     | Marion Bartoli (11)           | Marija Šarapova (7)         | Marija Šarapova (7)       |
| Eliminate ai quarti     |                               |                             |                           |
| Svetlana Kuznecova (13) | Anastasija Pavljučenkova (14) | Viktoryja Azaranka (4)      | Andrea Petković (15)      |
| Eliminate nel 4º turno  |                               |                             |                           |
| Daniela Hantuchová (28) | Gisela Dulko                  | Vera Zvonarëva (3)          | Jelena Janković (10)      |
| Petra Kvitová (9)       | Ekaterina Makarova            | Agnieszka Radwańska (12)    | Marija Kirilenko (25)     |
| Eliminate nel 3º turno  |                               |                             |                           |
| Caroline Wozniacki (1)  | Rebecca Marino                | Julia Görges (17)           | Samantha Stosur (8)       |
| Anastasija Rodionova    | Nuria Llagostera Vives        | Bethanie Mattek-Sands       | Peng Shuai (29)           |
| Sorana Cîrstea          | Vania King                    | Kaia Kanepi (16)            | Roberta Vinci (30)        |
| Latisha Chan            | Yanina Wickmayer (21)         | Jarmila Gajdošová (24)      | Arantxa Rus               |
| Eliminate nel 2º turno  |                               |                             |                           |
| Aleksandra Wozniak      | Sara Errani                   | María José Martínez Sánchez | Irina-Camelia Begu        |
| Vol'ha Havarcova        | Lucie Šafářová                | Cvetana Pironkova (32)      | Simona Halep              |
| Sabine Lisicki          | Edina Gallovits               | Alizé Cornet                | Mona Barthel              |
| Vera Duševina           | Varvara Lepchenko             | Polona Hercog               | Vesna Dolonc              |
| Sílvia Soler Espinosa   | Alexandra Dulgheru (27)       | Elena Baltacha              | Jie Zheng                 |
| Heather Watson          | Johanna Larsson               | Iryna Brémond               | Pauline Parmentier        |
| Caroline Garcia         | Jill Craybas                  | Ayumi Morita                | Sania Mirza               |
| Lucie Hradecká          | Anabel Medina Garrigues       | Chanelle Scheepers          | Kim Clijsters (2)         |
| Eliminate nel 1º turno  |                               |                             |                           |
| Kimiko Date             | Junri Namigata                | Christina McHale            | Zhang Shuai               |
| Shahar Peer (19)        | Kateryna Bondarenko           | Aravane Rezaï               | Magdaléna Rybáriková      |
| Anna Tatišvili          | Ágnes Szávay                  | Kirsten Flipkens            | Mathilde Johansson        |
| Casey Dellacqua         | Irina Falconi                 | Alla Kudrjavceva            | Iveta Benešová            |
| Lourdes Domínguez Lino  | Akgul Amanmuradova            | Angelique Kerber            | Nadia Petrova (26)        |
| Anastasija Pivovarova   | Renata Voráčová               | Sibille Bammer              | Jaroslava Švedova         |
| Al'ona Bondarenko       | Jelena Dokić                  | Arantxa Parra Santonja      | Flavia Pennetta (18)      |
| Tamira Paszek           | Olivia Sanchez                | Anne Keothavong             | Melanie Oudin             |
| Barbora Strýcová        | Elena Vesnina                 | Patty Schnyder              | Laura Pous Tió            |
| Dominika Cibulková      | Sloane Stephens               | Sandra Záhlavová            | Gréta Arn                 |
| Sofia Arvidsson         | Stéphanie Foretz              | Romina Oprandi              | Ana Ivanović (20)         |
| Alberta Brianti         | Elena Rodina                  | Ksenija Pervak              | Andrea Sestini Hlaváčková |
| Mirjana Lučić           | Zuzana Ondrášková             | Eléni Daniilídou            | Latisha Chan              |
| Monica Niculescu        | Kristina Mladenovic           | Kristina Barrois            | Patricia Mayr-Achleitner  |
| Bojana Jovanovski       | Anastasija Sevastova          | Corinna Dentoni             | Virginie Razzano          |
| Coco Vandeweghe         | Viktorija Kutuzova            | Marina Eraković             | Nastas'sja Jakimava       |

## Calendario

### 22 maggio (1º giorno)
Nella 1ª giornata si sono giocati gli incontri del primo turno dei singolari maschili e femminili in base al  programma della giornata (archiviato dall'url originale il 27 luglio 2011).

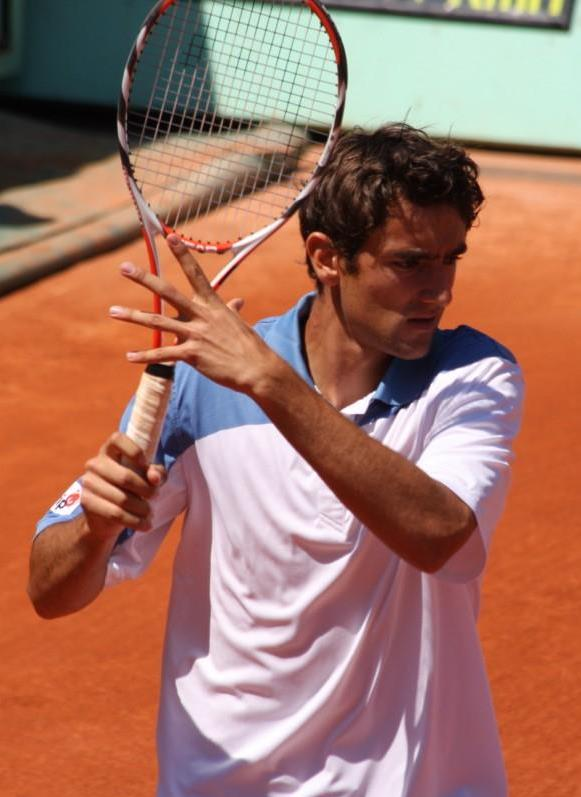
Marin Čilić esce al 1º turno del torneo

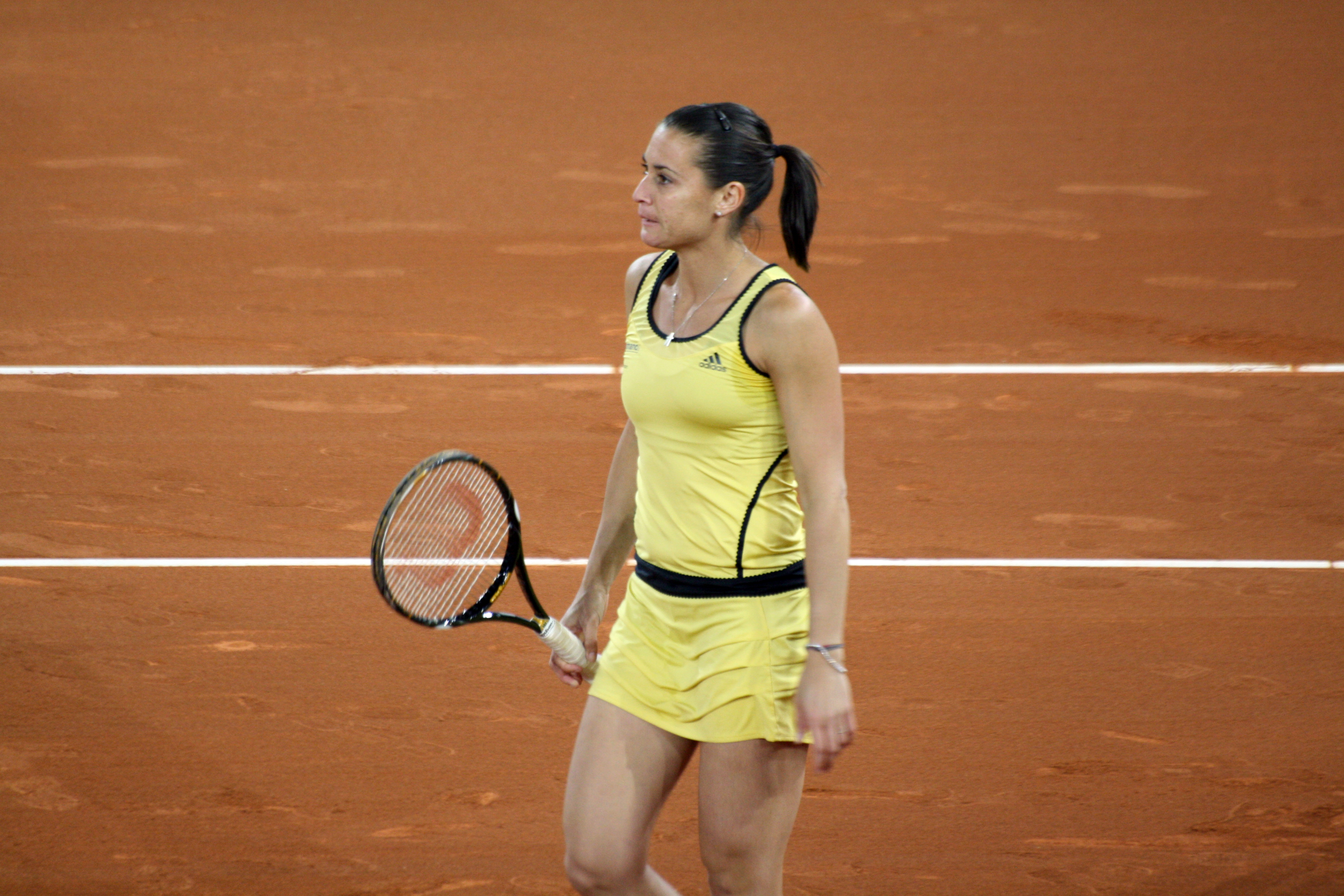
Flavia Pennetta ha perso nel 1º turno

Nel torneo del singolare maschile lo spagnolo David Ferrer ha sconfitto il finlandese Jarkko Nieminen in tre set con il punteggio di 6-3, 6-3, 6-1. Il croato Marin Čilić, testa di serie numero 20, ha perso contro lo spagnolo Rubén Ramírez Hidalgo che passa al turno successivo con il punteggio di 7–6(5), 6-4, 6-4. Il francese Jo-Wilfried Tsonga ha battuto sul centrale del Roland Garros il ceco Jan Hájek per 6-3, 6-2, 6-2. Lo svizzero Stan Wawrinka ha sconfitto il francese Augustin Gensse perdendo un set ma imponendosi con il punteggio di 4-6, 6-3, 6-4, 6-2.
Nel torneo del singolare femminile la finalista dell'Open di Francia 2010, l'australiana Samantha Stosur ha battuto la ceca Iveta Benešová per 6-2, 6-3. Ha passato il turno la serba Jelena Janković, numero 10 del tabellone, battendo l'ucraina Al'ona Bondarenko.. L'israeliana Shahar Peer ha perso contro la spagnola María José Martínez Sánchez in due set. La vincitrice dell'Open di Francia 2009, la russa Svetlana Kuznecova, ha sconfitto per 6-2, 6-3 la slovacca Magdaléna Rybáriková. La tedesca Julia Görges ha estromesso dal torneo la francese Mathilde Johansson.
| Incontri sui campi principali                         | Incontri sui campi principali                         | Incontri sui campi principali                         | Incontri sui campi principali                         |
| Incontri sul Court Philippe Chatrier (Campo centrale) | Incontri sul Court Philippe Chatrier (Campo centrale) | Incontri sul Court Philippe Chatrier (Campo centrale) | Incontri sul Court Philippe Chatrier (Campo centrale) |
| Turno                                                 | Vincitore                                             | Perdente                                              | Punteggio                                             |
| ----------------------------------------------------- | ----------------------------------------------------- | ----------------------------------------------------- | ----------------------------------------------------- |
| 1º turno singolare femminile                          | Samantha Stosur [8]                                   | Iveta Benešová                                        | 6–2, 6–3                                              |
| 1º turno singolare maschile                           | David Ferrer [7]                                      | Jarkko Nieminen                                       | 6–3, 6–3, 6–1                                         |
| 1º turno singolare maschile                           | Jo-Wilfried Tsonga [17]                               | Jan Hájek                                             | 6–3, 6–2, 6–2                                         |
| 1º turno singolare femminile                          | Julia Görges [17]                                     | Mathilde Johansson                                    | 6–1, 6–4                                              |
| Incontri sul Court Suzanne Lenglen (Grandstand)       |                                                       |                                                       |                                                       |
| Turno                                                 | Vincitore                                             | Perdente                                              | Punteggio                                             |
| 1º turno singolare femminile                          | Alizé Cornet                                          | Renata Voráčová                                       | 6–4, 6–2                                              |
| 1º turno singolare maschile                           | Albert Montañés                                       | Marc Gicquel [LL]                                     | 6-4, 6-4, 6-2                                         |
| 1º turno singolare femminile                          | Jelena Janković [10]                                  | Al'ona Bondarenko                                     | 6–3, 6–1                                              |
| 1º turno singolare maschile                           | Julien Benneteau                                      | Rui Machado                                           | 4–6, 6–1, 6–2, 6–0                                    |

- Teste di serie eliminate:
  - Singolare maschile:  Marin Čilić (19)
  - Singolare femminile:  Shahar Peer (19),  Flavia Pennetta (18)

### 23 maggio (2º giorno)
Nella 2ª giornata si sono giocati gli incontri del primo turno dei singolari maschili e femminili in base al  programma della giornata (archiviato dall'url originale il 4 settembre 2011).

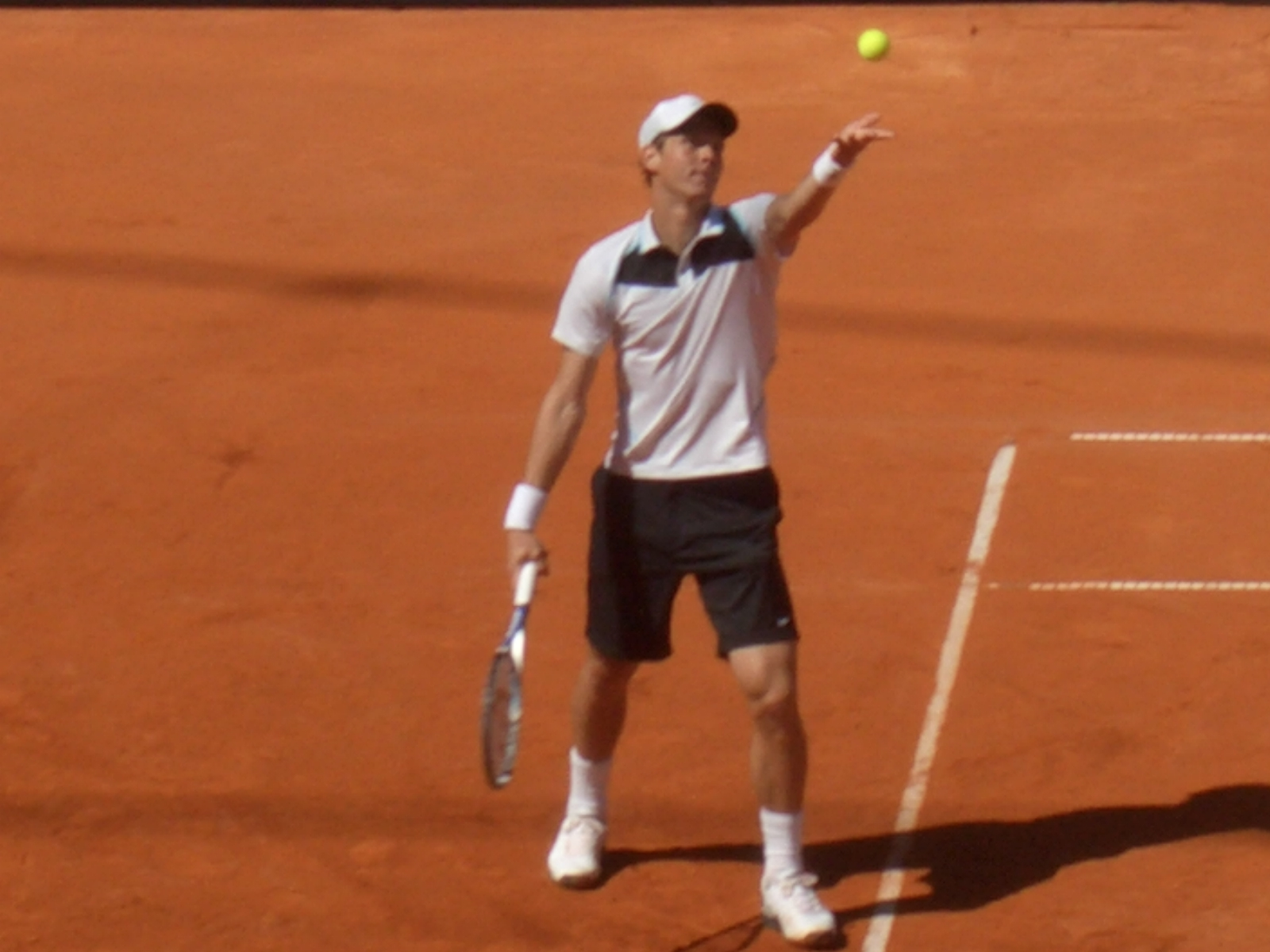
Tomáš Berdych semifinalista del 2010 è uscito al 1º turno

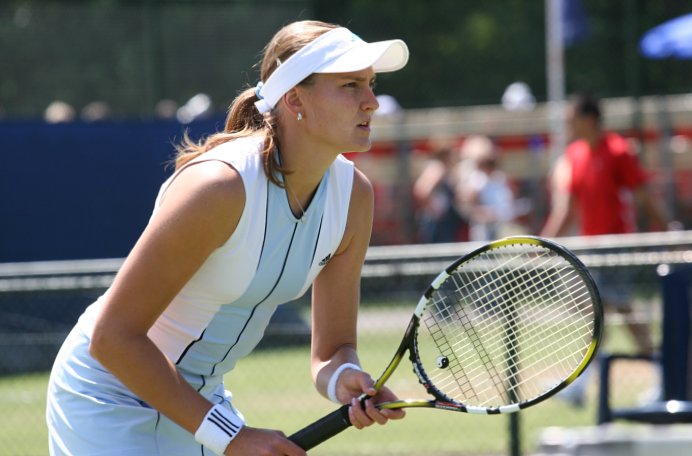
Nadia Petrova eliminata al 1º turno

Nel torneo del singolare maschile il serbo Novak Đoković ha sconfitto l'olandese Thiemo De Bakker con il punteggio di 6-2 6-1 6-3. Lo svizzero Roger Federer ha avuto la meglio sullo spagnolo Feliciano López che esce sconfitto in tre set. L'argentino Juan Martín del Potro ha sconfitto il croato Ivo Karlović con il punteggio di 6-7 6-3 7-5 6-4 senza concedere break. Il ceco Tomáš Berdych ha perso contro il transalpino Stéphane Robert che ha vinto in cinque set, dopo avere perso i primi due e chiudendo per nove giochi a sette al quinto set. Il giovane francese Gaël Monfils ha battuto in quattro set il tedesco Björn Phau. Ha passato il turno l'americano Mardy Fish sconfiggendo in quattro set il brasiliano Ricardo Mello per 6-2 6-7 6-2 6-4.
Sono avanzati al turno successivo anche Marcos Baghdatis vincitore per 7-6, 6-2, 6-2 sul portoghese Frederico Gil. Michail Južnyj che ha sconfitto il giapponese Gō Soeda. Il serbo Viktor Troicki, Janko Tipsarević che ha sconfitto 7-6 6-1 6-0 l'argentino Brian Dabul, Thomaz Bellucci e Marsel İlhan.
Nel torneo del singolare femminile la danese Caroline Wozniacki ha vinto nettamente il suo match sconfiggendo per 6-0, 6-2, la giapponese Kimiko Date. La russa Vera Zvonarëva ha avuto la meglio sulla spagnola Lourdes Domínguez Lino battuta per 6-2 6-2. L'italiana Francesca Schiavone ha vinto il suo match contro la statunitense Melanie Oudin che vince solo 2 game nel primo set ed esce con il punteggio di 6-2 6-0. La qualificata tedesca Sabine Lisicki ha battuto l'uzbeka Akgul Amanmuradova che esce dal torneo sconfitta per 6-0 6-4.
Sono passate al turno successivo la polacca Agnieszka Radwańska, vincitrice sull'austriaca Patricia Mayr-Achleitner per 6-1 6-2; la ceca Petra Kvitová, vincitrice su Gréta Arn per 6-2 6-1; Irina-Camelia Begu, numero 104 del mondo, Daniela Hantuchová, che ha estromesso dal torneo la cinese Shuai Zhang con il punteggio di 6-3 6-3; Anastasija Rodionova, vincente sulla connazionale Nadia Petrova per 6-7 6-3 6-4; l'indiana Sania Mirza; la cinese Jie Zheng, che ha battuto Sandra Záhlavová 6-4 6-3 e la taiwanese Latisha Chan.
| Incontri sui campi principali                         | Incontri sui campi principali                         | Incontri sui campi principali                         | Incontri sui campi principali                         |
| Incontri sul Court Philippe Chatrier (Campo centrale) | Incontri sul Court Philippe Chatrier (Campo centrale) | Incontri sul Court Philippe Chatrier (Campo centrale) | Incontri sul Court Philippe Chatrier (Campo centrale) |
| Turno                                                 | Vincitore                                             | Perdente                                              | Punteggio                                             |
| ----------------------------------------------------- | ----------------------------------------------------- | ----------------------------------------------------- | ----------------------------------------------------- |
| 1º turno singolare femminile                          | Francesca Schiavone [5]                               | Melanie Oudin                                         | 6–2, 6–0                                              |
| 1º turno singolare maschile                           | Novak Đoković [2]                                     | Thiemo de Bakker                                      | 6–2, 6–1, 6–3                                         |
| 1º turno singolare maschile                           | Roger Federer [3]                                     | Feliciano López                                       | 6-3, 6-4, 7-6(3)                                      |
| 1º turno singolare femminile                          | Marion Bartoli [11]                                   | Anna Tatišvili                                        | 1-6, 6-2, 6-1                                         |
| 1º turno singolare femminile                          | Caroline Wozniacki [1]                                | Kimiko Date                                           | 6–0, 6–2                                              |
| Incontri sul Court Suzanne Lenglen (Grandstand)       |                                                       |                                                       |                                                       |
| Turno                                                 | Vincitore                                             | Perdente                                              | Punteggio                                             |
| 1º turno singolare femminile                          | Irina-Camelia Begu                                    | Aravane Rezaï                                         | 6–3, 6–3                                              |
| 1º turno singolare femminile                          | Vera Zvonarëva [3]                                    | Lourdes Domínguez Lino                                | 6–3, 6–3                                              |
| 1º turno singolare maschile                           | Gaël Monfils [9]                                      | Björn Phau [Q]                                        | 4-6, 6-3, 7-5, 6-0                                    |
| 1º turno singolare maschile                           | Richard Gasquet [13]                                  | Radek Štěpánek                                        | 7-5, 6-3, 6-0                                         |

- Teste di serie eliminate:
  - Singolare maschile:  Tomáš Berdych (6),  Michaël Llodra (22),  Milos Raonic (26)
  - Singolare femminile:  Nadia Petrova (26),  Klára Koukalová (31)

### 24 maggio (3º giorno)
Nella 3ª giornata si sono giocati gli incontri del primo turno dei singolari maschili e femminili ed è iniziato il torneo del doppio femminile in base al  programma della giornata (archiviato dall'url originale il 30 luglio 2011).

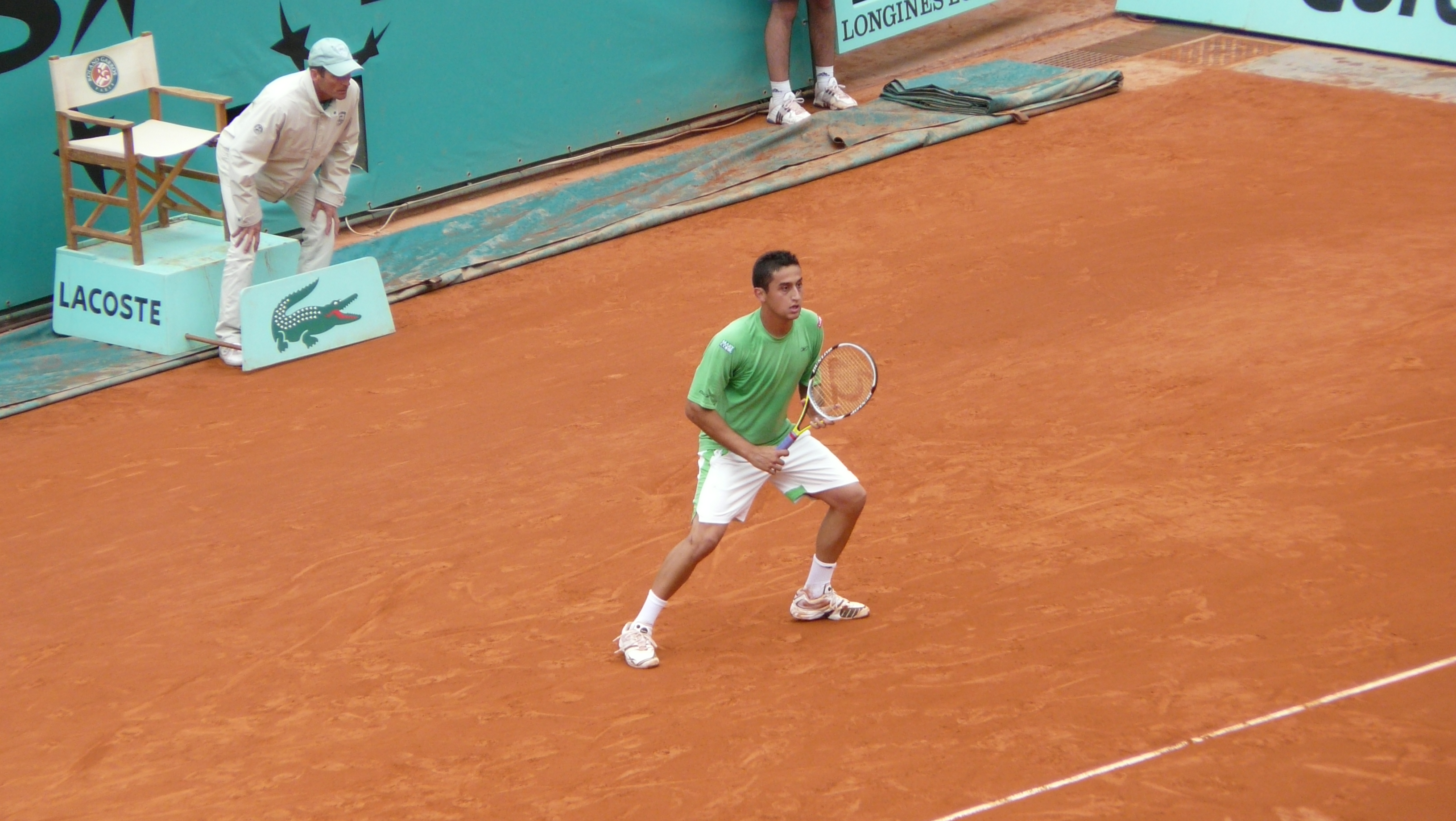
Nicolás Almagro esce a sorpresa al 1º turno

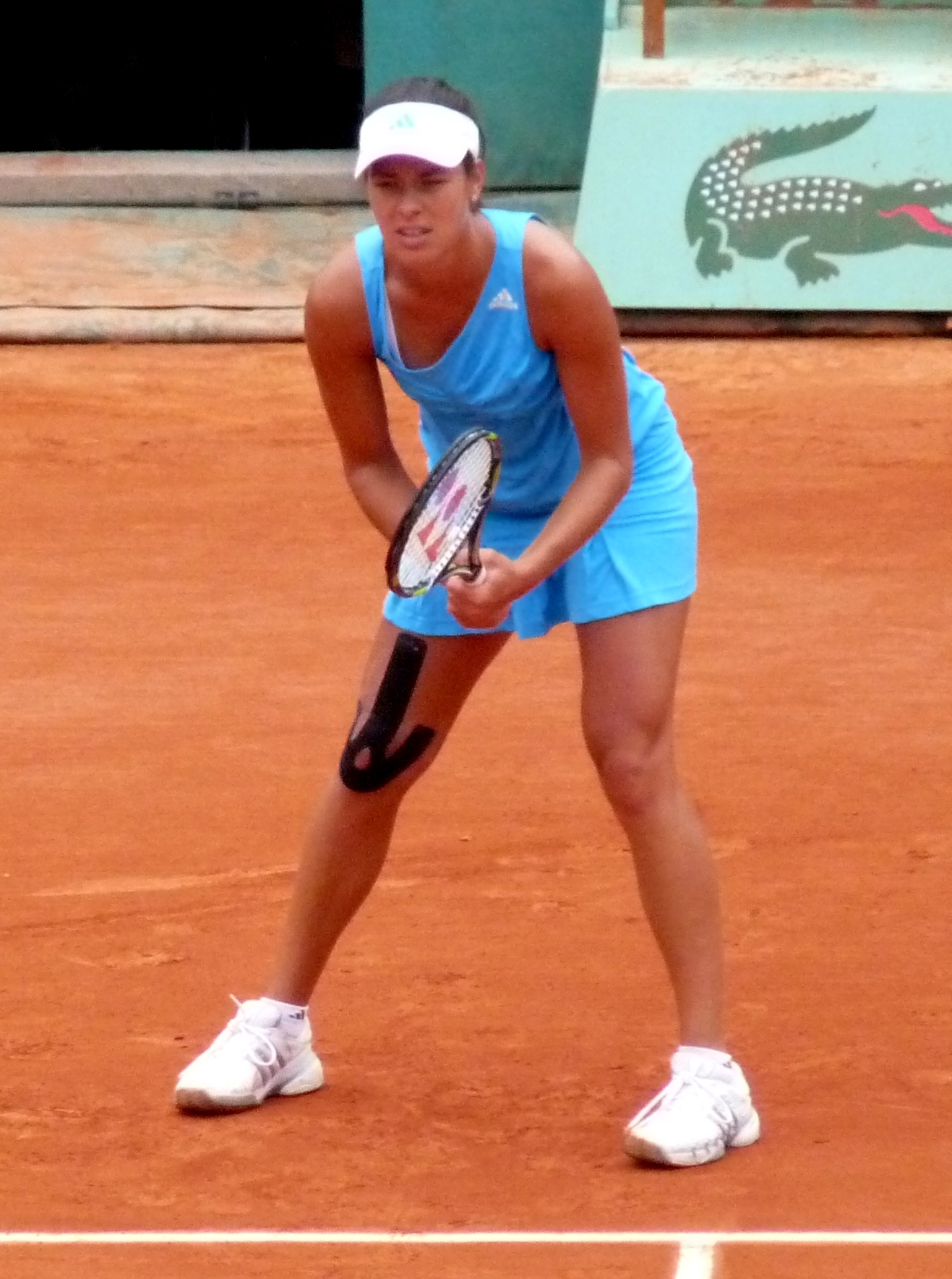
Ana Ivanović, vincitrice nel 2008, esce al 1º turno

Nel torneo del singolare maschile il detentore del titolo, lo spagnolo Rafael Nadal, ha sconfitto lo statunitense John Isner per 6-4 6-7 6-7 6-2 6-4. Nadal è andato sotto due set a uno perdendo il tiebreak nel secondo e terzo set, ma ha rimontando vincendo i rimanenti e il match dopo quattro ore. Lo scozzese Andy Murray ha sconfitto il francese Éric Prodon per 6-4 6-1 6-3. Lo svedese Robin Söderling ha battuto con il punteggio di 6-1 6-7 6-3 7-5 lo statunitense Ryan Harrison. L'ucraino Aleksandr Dolhopolov ha estromesso dal torneo il tedesco Rainer Schüttler sconfitto per 6-3 6-3 6-1. Lo spagnolo Fernando Verdasco ha battuto l'argentino Juan Mónaco in quarto set. Il croato Ivan Ljubičić ha vinto contro l'indiano Somdev Devvarman per 6-4 6-3 6-4 accedendo al turno successivo. Lo spagnolo Nicolás Almagro è stato sconfitto dal polacco Łukasz Kubot. L'austriaco Jürgen Melzer ha avuto la meglio sul tedesco Andreas Beck battuto per 6-3 6-4 6-2. Il tedesco Philipp Kohlschreiber ha perso contro Sam Querrey. Florian Mayer ha vinto contro Igor' Kunicyn.
Sono passati al turno successivo anche Robin Haase, Pablo Andújar, Juan Ignacio Chela, Kevin Anderson, Lukáš Rosol, Xavier Malisse e Andreas Haider-Maurer, il francese Jérémy Chardy e Gilles Simon vincitore su Michael Russell.
Nel torneo del singolare femminile Marija Šarapova ha battuto per 6-3 6-0 Mirjana Lučić. La serba Ana Ivanović, vincitrice del 2008, ha perso contro la svedese Johanna Larsson. La belga Kim Clijsters ha sconfitto la bielorussa Nastas'sja Jakimava per 6-2 6-3. La bielorussa Viktoryja Azaranka ha battuto per 6-3 6-3 la ceca Andrea Sestini Hlaváčková.
Sono passate al turno successivo la cinese Li Na, vittoriosa su Barbora Strýcová per 6-3 6-7 6-3, Jarmila Gajdošová che ha battuto la francese Virginie Razzano, la belga Yanina Wickmayer che ha estromesso dal torneo Monica Niculescu con il punteggio di 6-0 6-3, la rumena Alexandra Dulgheru vincitrice sulla spagnola Laura Pous Tió per 6-3 6-4, la francese Caroline Garcia che ha estromesso la ceca Zuzana Ondrášková, la statunitense Vania King che ha battuto Dominika Cibulková per 6-7 6-3 6-2 e la spagnola Sílvia Soler Espinosa.
| Incontri sui campi principali                         | Incontri sui campi principali                         | Incontri sui campi principali                         | Incontri sui campi principali                         |
| Incontri sul Court Philippe Chatrier (Campo centrale) | Incontri sul Court Philippe Chatrier (Campo centrale) | Incontri sul Court Philippe Chatrier (Campo centrale) | Incontri sul Court Philippe Chatrier (Campo centrale) |
| Turno                                                 | Vincitore                                             | Perdente                                              | Punteggio                                             |
| ----------------------------------------------------- | ----------------------------------------------------- | ----------------------------------------------------- | ----------------------------------------------------- |
| 1º turno singolare femminile                          | Jarmila Gajdošová [24]                                | Virginie Razzano                                      | 6–3, 6–1                                              |
| 1º turno singolare femminile                          | Marija Šarapova [7]                                   | Mirjana Lučić                                         | 6–3, 6–0                                              |
| 1º turno singolare maschile                           | Rafael Nadal [1]                                      | John Isner                                            | 6–4, 6(2)–7, 6(2)–7, 6–2, 6–4                         |
| 1º turno singolare maschile                           | Gilles Simon [18]                                     | Michael Russell                                       | 6–3, 4–6, 6–1, 6–0                                    |
| Incontri sul Court Suzanne Lenglen (Grandstand)       |                                                       |                                                       |                                                       |
| Turno                                                 | Vincitore                                             | Perdente                                              | Punteggio                                             |
| 1º turno singolare maschile                           | Andy Murray [4]                                       | Éric Prodon                                           | 6–4, 6–1, 6–3                                         |
| 1º turno singolare femminile                          | Johanna Larsson                                       | Ana Ivanović [20]                                     | 7–6(3), 0–6, 6–2                                      |
| 1º turno singolare maschile                           | Robin Söderling [5]                                   | Ryan Harrison                                         | 6–1, 6(5)–7, 6–3, 7–5                                 |
| 1º turno singolare femminile                          | Kim Clijsters [2]                                     | Nastas'sja Jakimava                                   | 6–2, 6–3                                              |

- Teste di serie eliminate:
  - Singolare maschile:  Nicolás Almagro (11)
  - Singolare femminile:  Ana Ivanović (20),  Dominika Cibulková (22)
  - Doppio femminile:  Chuang Chia-jung /  Vol'ha Havarcova (14),  Daniela Hantuchová /  Agnieszka Radwańska (12)

### 25 maggio (4º giorno)
Nella 4ª giornata si sono giocati gli incontri del secondo turno dei singolari maschili e femminili e primo e secondo turno dei tornei del doppio maschile, femminile e misto in base al  programma della giornata (archiviato dall'url originale il 4 settembre 2011).

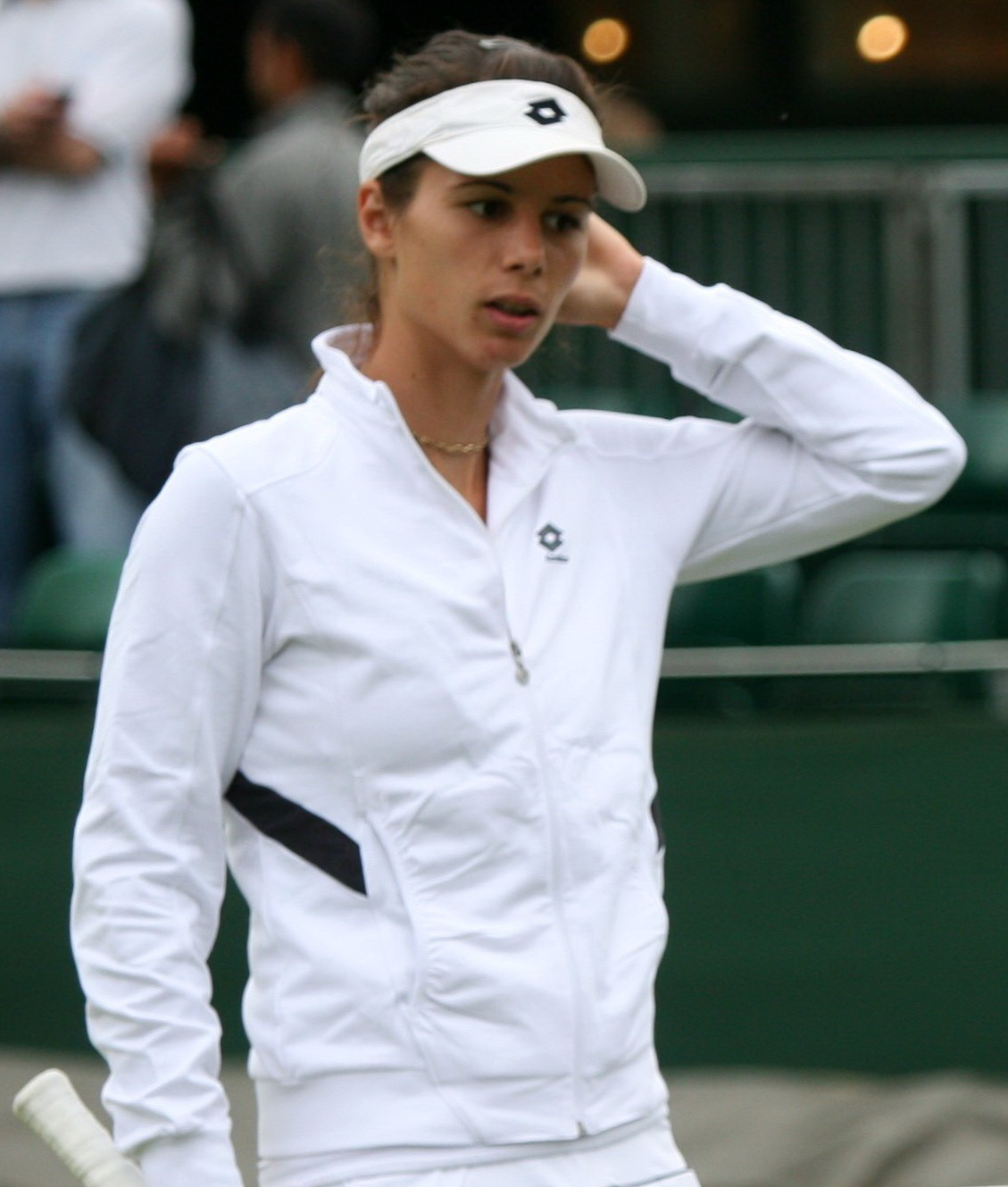
Cvetana Pironkova unica testa di serie del singolare femminile eliminata nella 4ª giornata

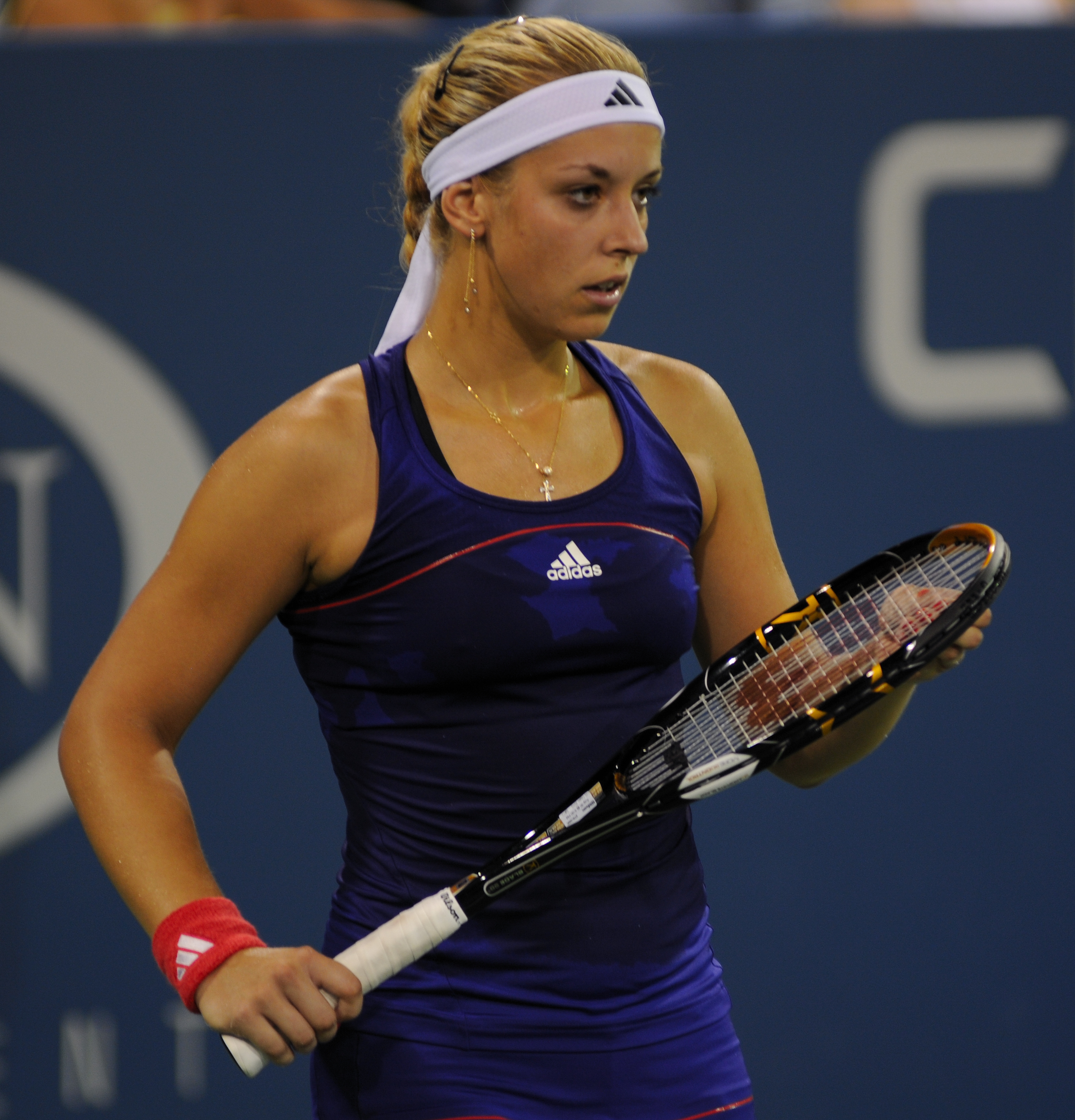
Sabine Lisicki sfortunata protagonista del match contro Vera Zvonarëva

Nel torneo del singolare maschile lo svizzero Roger Federer, sul Court Suzanne Lenglen, ha battuto per 6-3, 6-0, 6-2 il francese Maxime Teixeira. Lo spagnolo David Ferrer ha battuto il francese Julien Benneteau per 6-3 6-4 6-2. L'altro francese Gaël Monfils ha vinto contro il connazionale Guillaume Rufin perdendo un set ma riuscendo comunque a chiudere per 6-3 1-6 6-1 6-3. L'argentino Juan Martín del Potro ha avuto la meglio sullo sloveno Blaž Kavčič per 6-3 6-2 6-4. Il serbo Novak Đoković ha passato il turno approfittando del ritiro di Victor Hănescu a causa di un infortunio muscolare sul punteggio di 6-4 6-1 2-3. Richard Gasquet ha battuto Marcel Granollers per 4-6 6-3 6-2 6-4 e Michail Južnyj ha battuto 6-3 7-5 6-4 il kazako Michail Kukuškin. Ha passato il turno anche Albert Montañés che ha sconfitto 6-7 6-4 6-1 6-2 il connazionale Rubén Ramírez Hidalgo.
Nel torneo del singolare femminile la danese Caroline Wozniacki ha battuto la canadese Aleksandra Wozniak per 6-3 7-6. La detentrice del titolo, l'italiana Francesca Schiavone ha sconfitto Vesna Dolonc che esce dal torneo sconfitta per 6–1, 6–2. L'australiana Samantha Stosur ha battuto la rumena Simona Halep per 6-0 6-2. La cinese Peng Shuai ha estromesso dal torneo la slovena Polona Hercog. La russa Svetlana Kuznecova ha avuto la meglio sulla rumena Irina-Camelia Begu per 6-1 6-1.
Sono passate al turno successivo la francese Marion Bartoli, che ha sconfitto la bielorussa Vol'ha Havarcova; la serba Jelena Janković, che ha battuto la russa Vera Duševina per 6-3 6-2; la statunitense Bethanie Mattek-Sands, che ha estromesso Varvara Lepchenko; Anastasija Pavljučenkova, vincitrice su Mona Barthel e Vera Zvonarëva, che ha battuto la tedesca Sabine Lisicki.
| Incontri sui campi principali                         | Incontri sui campi principali                         | Incontri sui campi principali                         | Incontri sui campi principali                         |
| Incontri sul Court Philippe Chatrier (Campo centrale) | Incontri sul Court Philippe Chatrier (Campo centrale) | Incontri sul Court Philippe Chatrier (Campo centrale) | Incontri sul Court Philippe Chatrier (Campo centrale) |
| Turno                                                 | Vincitore                                             | Perdente                                              | Punteggio                                             |
| ----------------------------------------------------- | ----------------------------------------------------- | ----------------------------------------------------- | ----------------------------------------------------- |
| 2º turno singolare femminile                          | Caroline Wozniacki [1]                                | Aleksandra Wozniak [Q]                                | 6–3, 7–6(6)                                           |
| 2º turno singolare maschile                           | Gaël Monfils [9]                                      | Guillaume Rufin [WC]                                  | 6–3, 1–6, 6–1, 6–3                                    |
| 2º turno singolare maschile                           | Novak Đoković [2]                                     | Victor Hănescu                                        | 6–4, 6–1, 2–3 ritiro                                  |
| 2º turno singolare femminile                          | Francesca Schiavone [5]                               | Vesna Dolonc                                          | 6–1, 6–2                                              |
| Incontri sul Court Suzanne Lenglen (Grandstand)       |                                                       |                                                       |                                                       |
| Turno                                                 | Vincitore                                             | Perdente                                              | Punteggio                                             |
| 2º turno singolare maschile                           | Roger Federer [3]                                     | Maxime Teixeira [WC]                                  | 6–3, 6–0, 6–2                                         |
| 2º turno singolare femminile                          | Nuria Llagostera Vives [Q]                            | Alizé Cornet                                          | 6–0, 6–2                                              |
| 2º turno singolare femminile                          | Marion Bartoli [11]                                   | Vol'ha Havarcova [Q]                                  | 6–4, 6(1)–7, 6–2                                      |
| 2º turno singolare maschile                           | Jo-Wilfried Tsonga [17]                               | Igor' Andreev                                         | 6–3, 7–6(4), 6–3                                      |

- Teste di serie eliminate:
  - Singolare maschile: Nessuna
  - Singolare femminile:  Cvetana Pironkova (32)
  - Doppio maschile:  Łukasz Kubot /  Oliver Marach (7),  Mark Knowles /  Michal Mertiňák (12),  John Isner /  Sam Querrey (15)
  - Doppio femminile:  Iveta Benešová /  Barbora Strýcová (8)
  - Doppio misto:  Vania King /  Daniel Nestor (2),  Lisa Raymond /  Oliver Marach (8)

### 26 maggio (5º giorno)
Nella 5ª giornata si sono giocati gli incontri del secondo turno dei singolari maschili e femminili e primo e secondo turno dei tornei del doppio maschile, femminile e misto in base al  programma della giornata (archiviato dall'url originale il 4 settembre 2011).

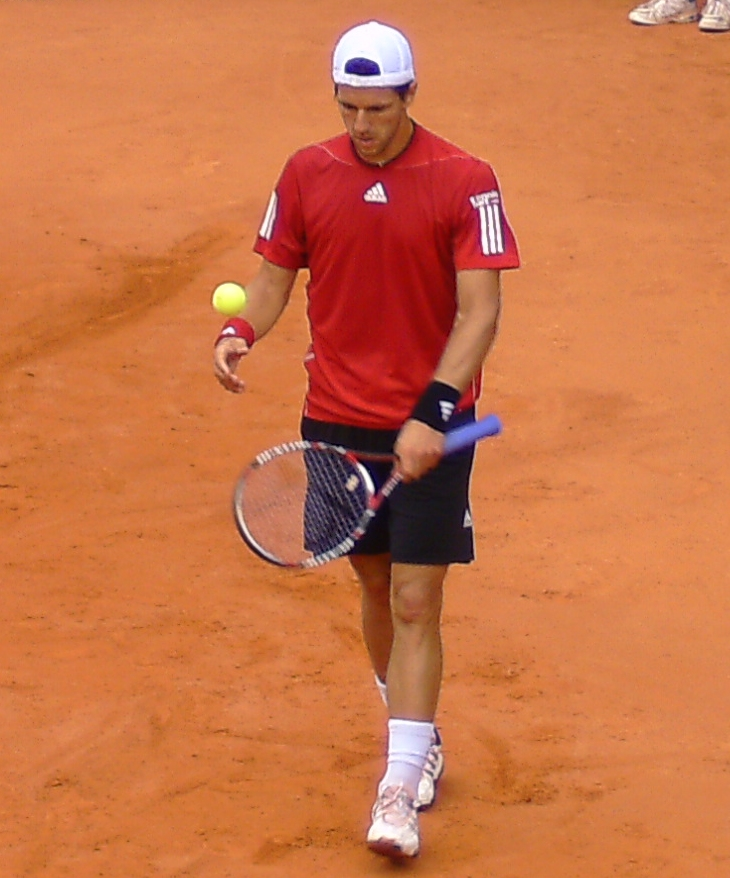
Jürgen Melzer, semifinalista nel 2010 esce al 2º turno

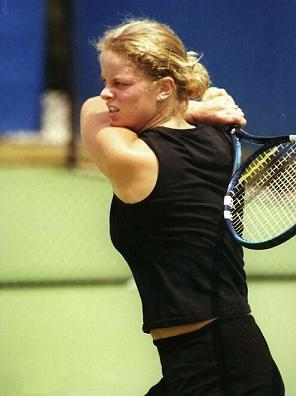
Kim Clijsters, vincitrice degli ultimi due Slam (US Open 2010 e Australian Open 2011) esce a sorpresa nel 2º turno

Nel torneo del singolare maschile lo spagnolo Rafael Nadal ha battuto il connazionale Pablo Andújar sul Court Suzanne Lenglen in tre set con il punteggio di 7-5, 6-3, 7–6(4). Lo svedese Robin Söderling ha estromesso dal torneo lo spagnolo Albert Ramos Viñolas battuto per 6-3 6-4 6-4. Il britannico Andy Murray ha battuto l'italiano Simone Bolelli con il punteggio di 7–6(3), 6-4, 7-5. Il croato Ivan Ljubičić ha passato il turno battendo lo statunitense Sam Querrey.
Sono passati al turno successivo lo statunitense Mardy Fish che ha avuto la meglio sull'olandese Robin Haase, Fernando Verdasco che ha battuto il belga Xavier Malisse e il ceco Lukáš Rosol che ha battuto l'austriaco Jürgen Melzer per 6-7, 6-4, 4-6, 7-6, 6-4.
Nel torneo del singolare femminile la belga Kim Clijsters ha perso contro l'olandese Arantxa Rus per 3–6, 7–5, 6–1. La polacca Agnieszka Radwańska ha battuto l'indiana Sania Mirza. La russa Marija Šarapova ha vinto in tre set contro la francese Caroline Garcia. La bielorussa Viktoryja Azaranka ha estromesso dal torneo la francese Pauline Parmentier sconfitta con il punteggio di 6-0, 6-1.
Sono passate al turno successivo la russa Petra Kvitová che ha sconfitto la cinese Jie Zheng, la russa Marija Kirilenko che ha battuto la sudafricana Chanelle Scheepers per 6-1, 6-4, la cinese Li Na, vittoriosa sulla spagnola Soler Espinosa, la tedesca Andrea Petković che ha battuto la ceca Lucie Hradeczka per 7-6, 6-2.
| Incontri sui campi principali                         | Incontri sui campi principali                         | Incontri sui campi principali                         | Incontri sui campi principali                         |
| Incontri sul Court Philippe Chatrier (Campo centrale) | Incontri sul Court Philippe Chatrier (Campo centrale) | Incontri sul Court Philippe Chatrier (Campo centrale) | Incontri sul Court Philippe Chatrier (Campo centrale) |
| Turno                                                 | Vincitore                                             | Perdente                                              | Punteggio                                             |
| ----------------------------------------------------- | ----------------------------------------------------- | ----------------------------------------------------- | ----------------------------------------------------- |
| 2º turno singolare femminile                          | Arantxa Rus                                           | Kim Clijsters [2]                                     | 3–6, 7–5, 6–1                                         |
| 2º turno singolare maschile                           | Andy Murray [4]                                       | Simone Bolelli [LL]                                   | 7-6(3), 6-4, 7-5                                      |
| 2º turno singolare femminile                          | Marija Šarapova [7]                                   | Caroline Garcia                                       | 3-6, 6-4, 6-0                                         |
| 2º turno singolare maschile                           | Gilles Simon [18]                                     | Jérémy Chardy                                         | 4–6, 6–4, 6–1, 6–4                                    |
| Incontri sul Court Suzanne Lenglen (Grandstand)       |                                                       |                                                       |                                                       |
| Turno                                                 | Vincitore                                             | Perdente                                              | Punteggio                                             |
| 2º turno singolare maschile                           | Robin Söderling [5]                                   | Albert Ramos Viñolas [Q]                              | 6–3, 6–4, 6–4                                         |
| 2º turno singolare femminile                          | Li Na [6]                                             | Sílvia Soler Espinosa [Q]                             | 6–4, 7–5                                              |
| 2º turno singolare maschile                           | Rafael Nadal [1]                                      | Pablo Andújar                                         | 7-5, 6-3, 7-6(4)                                      |
| 2º turno singolare femminile                          | Viktoryja Azaranka [4]                                | Pauline Parmentier [WC]                               | 6–0, 6–1                                              |

- Teste di serie eliminate:
  - Singolare maschile:  Jürgen Melzer (8),  Florian Mayer (20),  Sam Querrey (24),  Marcos Baghdatis (27),  Nikolaj Davydenko (28),  Kevin Anderson (32)
  - Singolare femminile:  Kim Clijsters (2),  Alexandra Dulgheru (27)
  - Doppio maschile:  Wesley Moodie /  Dick Norman (8),  Eric Butorac /  Jean-Julien Rojer (10)
  - Doppio femminile:  Peng Shuai /  Zheng Jie (10)
  - Doppio misto: Nessuna

### 27 maggio (6º giorno)
Nella 6ª giornata si sono giocati gli incontri del terzo turno dei singolari maschili e femminili e primo e secondo turno dei tornei del doppio maschile, femminile e misto in base al  programma della giornata (archiviato dall'url originale il 4 settembre 2011).

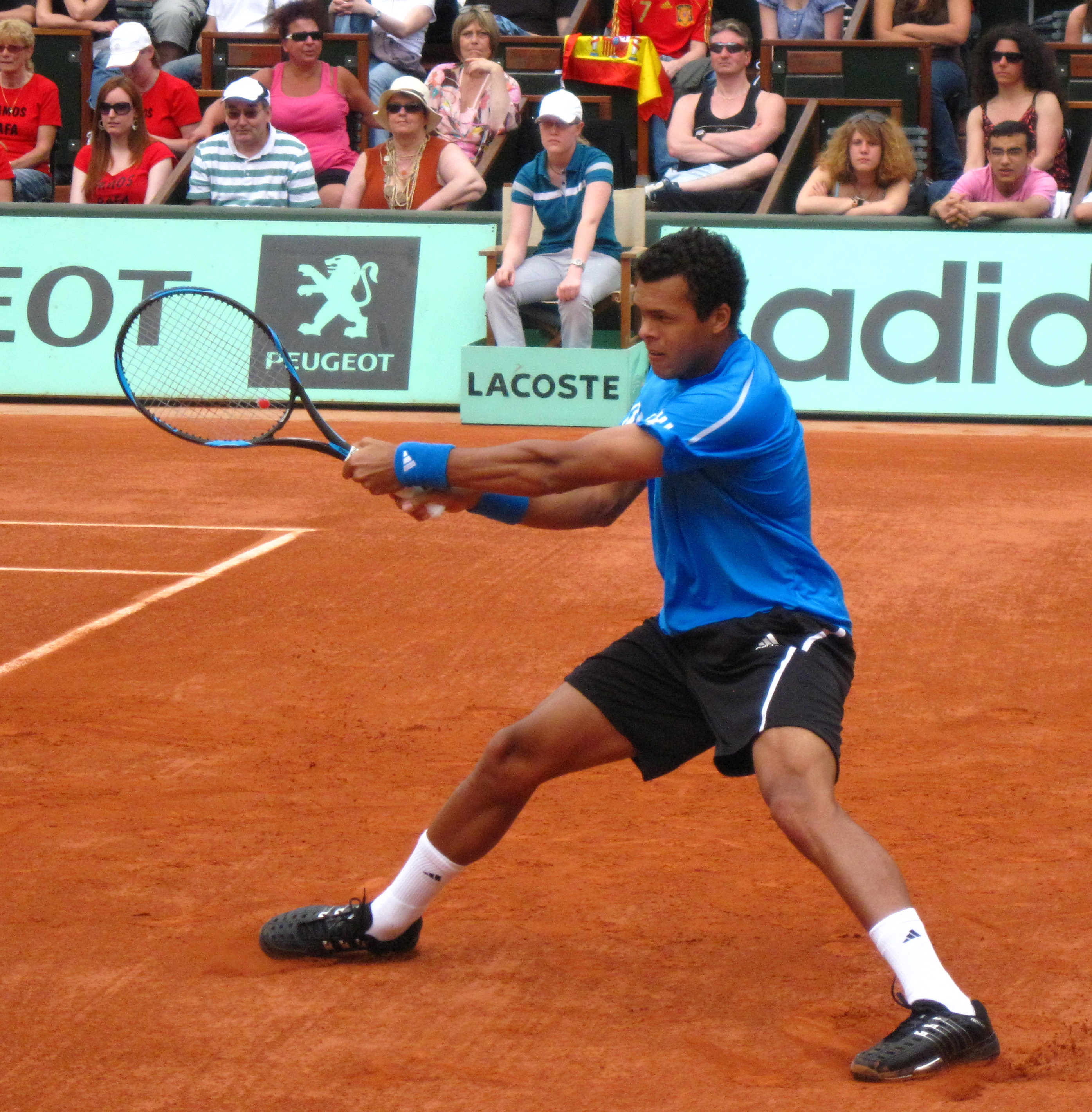
Jo-Wilfried Tsonga esce per mano di Stan Wawrinka

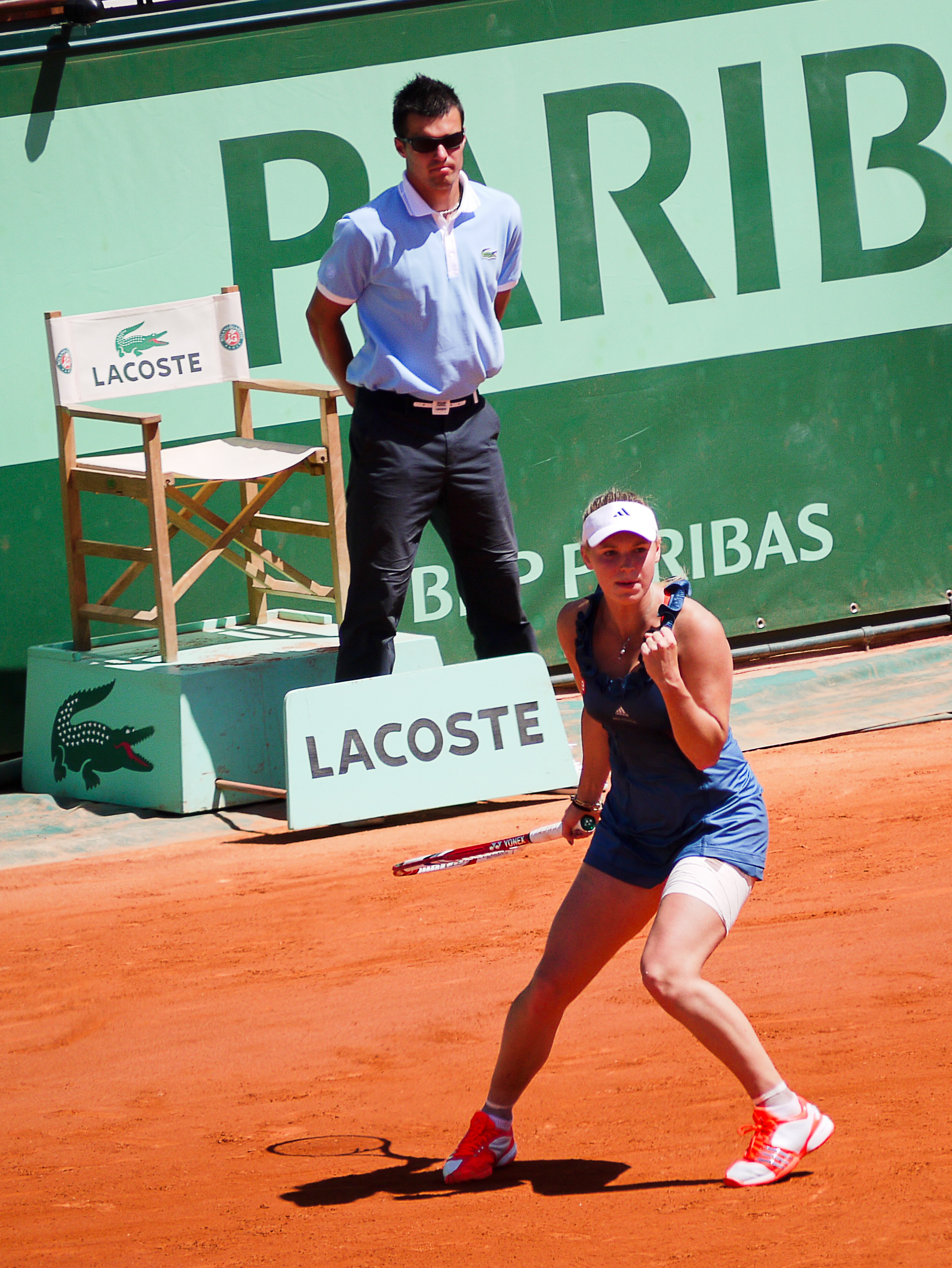
Caroline Wozniacki, numero 1 del mondo esce al 3º turno

Nel torneo del singolare maschile Lo svizzero Roger Federer ha battuto il serbo Janko Tipsarević, perdendo solo otto game, con il punteggio di 6–1, 6–4, 6–3. Lo spagnolo David Ferrer ha sconfitto l'ucraino Serhij Stachovs'kyj con il punteggio complessivo di 6-1 6-1 6-3. Il francese Gaël Monfils ha estromesso dal torneo il belga Steve Darcis che ha perso per 6-3 6-4 7-5. Il russo Michail Južnyj ha perso contro lo spagnolo Albert Montañés per 6-1 7-6 6-1. Il francese Richard Gasquet ha battuto in quattro parziali, per 6–2, 6–3, 3–6, 6–3, il brasiliano Thomaz Bellucci nell'ultimo match disputato sul Court Suzanne Lenglen. Lo svizzero Stan Wawrinka ha vinto il francese Jo-Wilfried Tsonga: dopo aver per il 1° primo set e il secondo al tie-break rimonta fino al 4–6, 6(3)–7, 7–6(5), 6–2, 6–3 finale.
Nel torneo del singolare femminile la finalista del 2010, l'australiana Samantha Stosur ha perso contro l'argentina Gisela Dulko con il punteggio di 6-4 1-6 6-3.
La russa Svetlana Kuznecova ha sconfitto la giovane canadese Rebecca Marino non concedendo nessun game nel primo set e vincendo il secondo per 6-4. La denntrice del titolo, Francesca Schiavone, ha battuto la cinese Peng Shuai che si è ritirata sul punteggio di 3-6, 2-1. La serba Jelena Janković ha battuto per 6-2 6-2 la statunitense Bethanie Mattek-Sands.
Sono passate al turno successivo anche la francese Marion Bartoli, che ha avuto la meglio su Julia Görges in tre set; la slovacca Daniela Hantuchová, che ha battuto Caroline Wozniacki per 6-1 6-3 e la russa Vera Zvonarëva, vincitrice su Anastasija Rodionova per 6-2, 6-3.
| Incontri sui campi principali                         | Incontri sui campi principali                         | Incontri sui campi principali                         | Incontri sui campi principali                         |
| Incontri sul Court Philippe Chatrier (Campo centrale) | Incontri sul Court Philippe Chatrier (Campo centrale) | Incontri sul Court Philippe Chatrier (Campo centrale) | Incontri sul Court Philippe Chatrier (Campo centrale) |
| Turno                                                 | Vincitore                                             | Perdente                                              | Punteggio                                             |
| ----------------------------------------------------- | ----------------------------------------------------- | ----------------------------------------------------- | ----------------------------------------------------- |
| 3º turno singolare femminile                          | Gisela Dulko                                          | Samantha Stosur [8]                                   | 6–4, 1–6, 6–3                                         |
| 3º turno singolare femminile                          | Marion Bartoli [11]                                   | Julia Görges [17]                                     | 3–6, 6–2, 6–4                                         |
| 3º turno singolare maschile                           | Stan Wawrinka [14]                                    | Jo-Wilfried Tsonga [17]                               | 4–6, 6–7(3), 7–6(5), 6–2, 6–3                         |
| Incontri sul Court Suzanne Lenglen (Grandstand)       |                                                       |                                                       |                                                       |
| Turno                                                 | Vincitore                                             | Perdente                                              | Punteggio                                             |
| 3º turno singolare femminile                          | Francesca Schiavone [5]                               | Peng Shuai [29]                                       | 6–3, 1–2, ritiro                                      |
| 3º turno singolare maschile                           | Roger Federer [3]                                     | Janko Tipsarević [29]                                 | 6–1, 6–4, 6–3                                         |
| 3º turno singolare femminile                          | Daniela Hantuchová [28]                               | Caroline Wozniacki [1]                                | 6–1, 6–3                                              |
| 3º turno singolare maschile                           | Richard Gasquet [13]                                  | Thomaz Bellucci [23]                                  | 6–2, 6–3, 3–6, 6–3                                    |

- Teste di serie eliminate:
  - Singolare maschile:  Michail Južnyj [12],  Jo-Wilfried Tsonga [17],  Thomaz Bellucci [23],  Janko Tipsarević [29],  Guillermo García López [30],  Serhij Stachovs'kyj [31]
  - Singolare femminile:  Caroline Wozniacki [1],  Samantha Stosur [8],  Julia Görges [17],  Peng Shuai [29]
  - Doppio maschile:  Marcelo Melo /  Bruno Soares (11)
  - Doppio femminile:  Bethanie Mattek-Sands /  Meghann Shaughnessy [6]
  - Doppio misto:  Liezel Huber /  Wesley Moodie [6]

### 28 maggio (7º giorno)
Nella 7ª giornata si sono giocati gli incontri del terzo turno dei singolari maschili e femminili e primo, secondo e terzo turno dei tornei del doppio maschile, femminile e misto in base al  programma della giornata (archiviato dall'url originale il 5 settembre 2011).

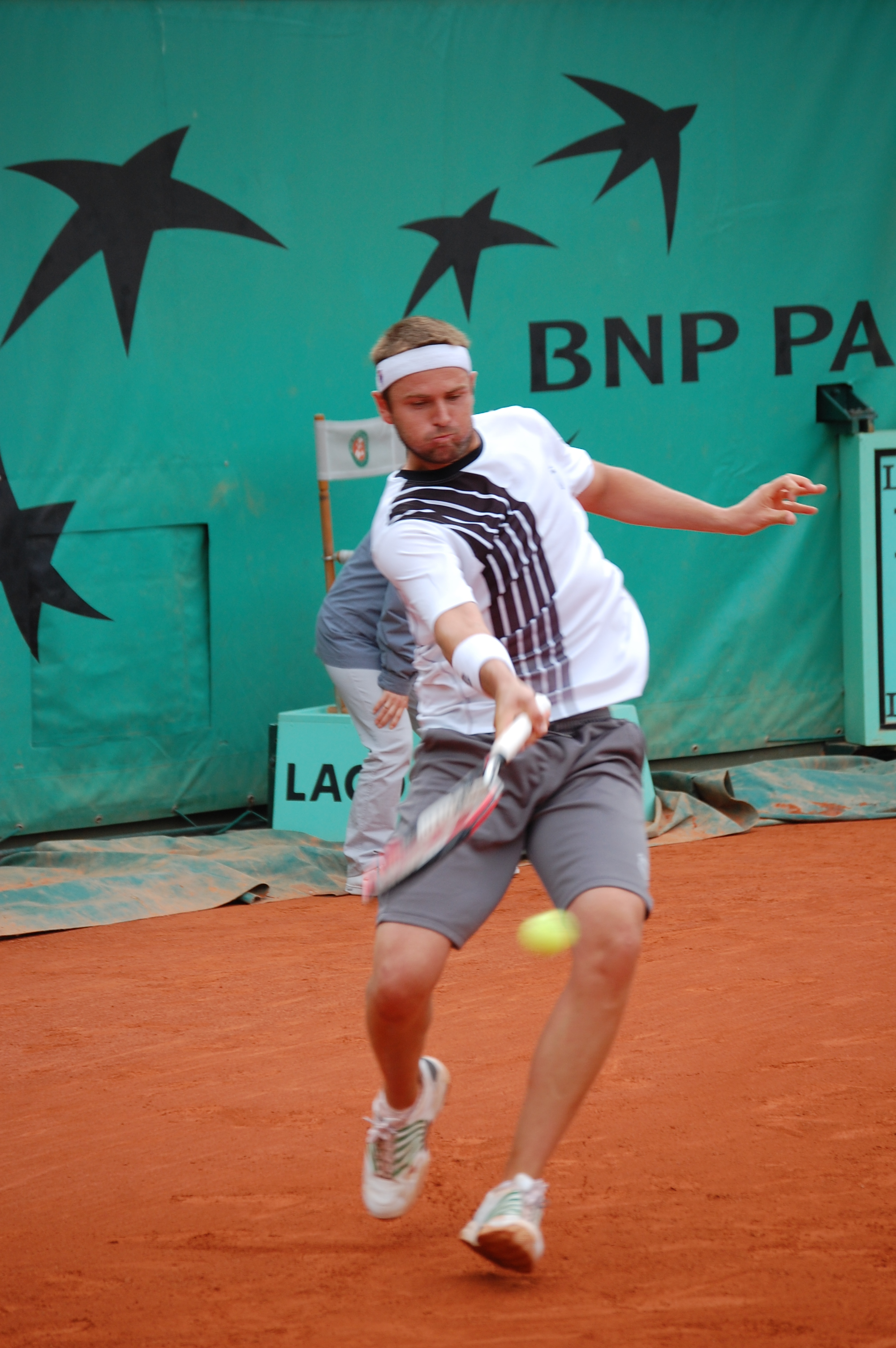
Mardy Fish esce al 3º turno del Roland Garros

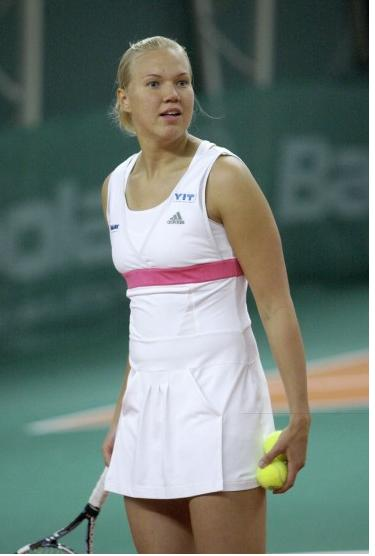
Kaia Kanepi eliminata nel 3º turno

Nel torneo del singolare maschile lo spagnolo Rafael Nadal ha sconfitto il qualificato Antonio Veić per 6-1 6-3 6-0. Lo scozzese Andy Murray ha sconfitto il tedesco Michael Berrer con il punteggio di 6-2 6-3 6-2. Il serbo Viktor Troicki ha avuto la meglio sull'ucraino Aleksandr Dolhopolov per 6-4 3-6 6-3 6-3. Il serbo Novak Đoković ha battuto l'argentino Juan Martín del Potro in quattro set, perdendo il secondo con il punteggio di 6–3, 3–6, 6–3, 6–2. Il croato Ivan Ljubičić ha estromesso dal torneo lo spagnolo Fernando Verdasco che ha perso in tre set. Lo svedese Robin Söderling ha battuto l'argentino Leonardo Mayer per 6–1, 6–4, 6–3 nell'ultimo match giocato sul Court Suzanne Lenglen. Lo statunitense Mardy Fish ha perso contro il francese Gilles Simon che ha vinto in tre set con il punteggio di 6-3, 6-4, 6-2.
Nel torneo del singolare femminile la cinese Li Na ha sconfitto la rumena Sorana Cîrstea per 6-2 6-2. La ceca Petra Kvitová ha avuto la meglio sulla statunitense Vania King. La russa Marija Šarapova è passata al turno successivo battendo la taiwanese Latisha Chan per 6-2, 6-3. L'italian Roberta Vinci ha perso per 3-6, 2-6 contro la bielorussa Viktoryja Azaranka.
Sono passate al turno successivo la polacca Agnieszka Radwańska, che vince per 6-4 6-4 contro la belga Yanina Wickmayer, la tedesca Andrea Petković che ha sconfitto l'australiana Jarmila Gajdošová e la russa Marija Kirilenko che con il punteggio di 6-1 6-1 ha battuto l'olandese Arantxa Rus.
| Incontri sui campi principali                         | Incontri sui campi principali                         | Incontri sui campi principali                         | Incontri sui campi principali                         |
| Incontri sul Court Philippe Chatrier (Campo centrale) | Incontri sul Court Philippe Chatrier (Campo centrale) | Incontri sul Court Philippe Chatrier (Campo centrale) | Incontri sul Court Philippe Chatrier (Campo centrale) |
| Turno                                                 | Vincitore                                             | Perdente                                              | Punteggio                                             |
| ----------------------------------------------------- | ----------------------------------------------------- | ----------------------------------------------------- | ----------------------------------------------------- |
| 3º turno singolare femminile                          | Viktoryja Azaranka [4]                                | Roberta Vinci [30]                                    | 6–3, 6–2                                              |
| 3º turno singolare maschile                           | Rafael Nadal [1]                                      | Antonio Veić [Q]                                      | 6–1, 6–3, 6–0                                         |
| 3º turno singolare maschile                           | Gilles Simon [18]                                     | Mardy Fish [10]                                       | 6–3, 6–4, 6–2                                         |
| 3º turno singolare femminile                          | Marija Šarapova [7]                                   | Latisha Chan [Q]                                      | 6–2, 6–3                                              |
| 1º turno doppio misto                                 | Jarmila Gajdošová Thomaz Bellucci                     | Alizé Cornet [WC] Gilles Simon [WC]                   | 7–5, 5–7, [10–1]                                      |
| Incontri sul Court Suzanne Lenglen (Grandstand)       |                                                       |                                                       |                                                       |
| Turno                                                 | Vincitore                                             | Perdente                                              | Punteggio                                             |
| 3º turno singolare femminile                          | Li Na [6]                                             | Sorana Cîrstea                                        | 6–2, 6–2                                              |
| 3º turno singolare maschile                           | Andy Murray [4]                                       | Michael Berrer                                        | 6–2, 6–3, 6–2                                         |
| 3º turno singolare maschile                           | Novak Đoković [2]                                     | Juan Martín del Potro [25]                            | 6–3, 3–6, 6–3, 6–2                                    |
| 3º turno singolare femminile                          | Agnieszka Radwańska [12]                              | Yanina Wickmayer [21]                                 | 6–4, 6–4                                              |
| 3º turno singolare maschile                           | Robin Söderling [5]                                   | Leonardo Mayer [Q]                                    | 6–1, 6–4, 6–3                                         |

- Teste di serie eliminate:
  - Singolare maschile:  Mardy Fish [10],  Fernando Verdasco [16],  Aleksandr Dolhopolov [21],  Juan Martín del Potro [25]
  - Singolare femminile:  Kaia Kanepi [16],  Yanina Wickmayer [21],  Jarmila Gajdošová [24],  Roberta Vinci [30]
  - Doppio maschile:  Mahesh Bhupathi /  Leander Paes [3],  Marc López /  David Marrero [13],  Serhij Stachovs'kyj /  Michail Južnyj [16]
  - Doppio femminile:  Sara Errani /  Roberta Vinci [15],  Natalie Grandin /  Vladimíra Uhlířová [16]
  - Doppio misto:  Elena Vesnina /  Maks Mirny [4]

### 29 maggio (8º giorno)
Nella 8ª giornata si sono giocati gli incontri del quarto turno dei singolari maschili e femminili e secondo e terzo turno dei tornei del doppio maschile, femminile e misto. Sono iniziati i tornei riservati alla categoria juniores in base al  programma della giornata (archiviato dall'url originale il 5 settembre 2011).

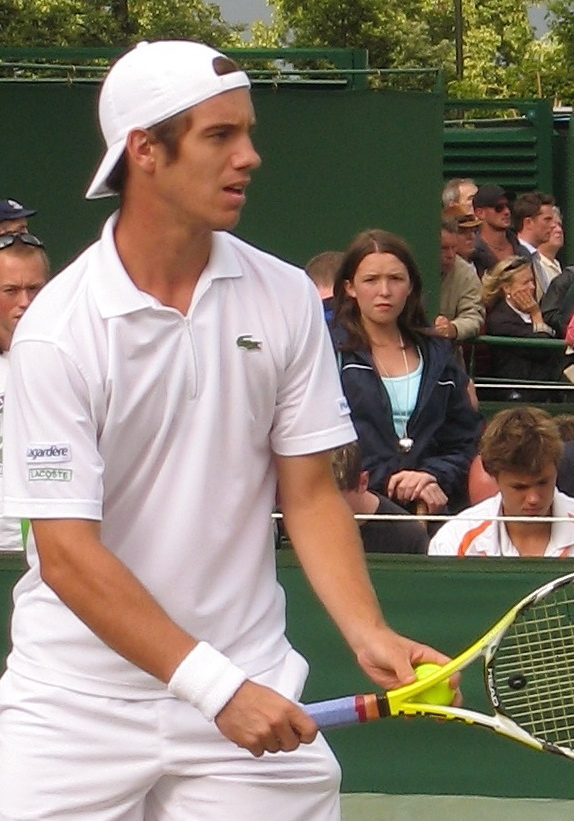
Richard Gasquet esce agli ottavi di finale

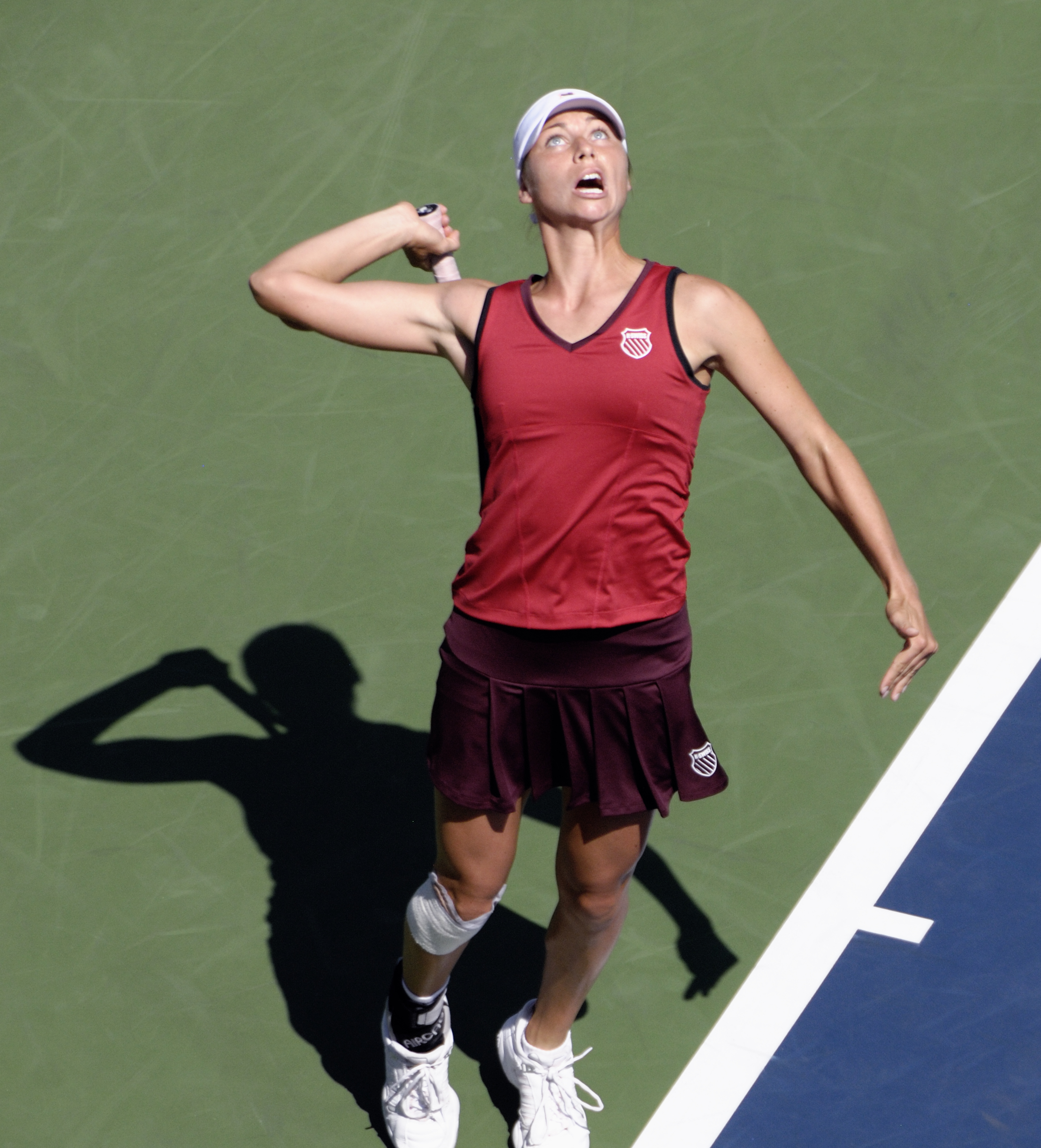
Vera Zvonarëva, nº 3 del mondo, eliminata da Anastasija Pavljučenkova

Nel torneo del singolare maschile lo svizzero Roger Federer ha battuto il connazionale Stan Wawrinka per 6-3, 6-2, 7-5. L'italiano Fabio Fognini ha vinto in cinque set contro lo spagnolo Albert Montañés con il punteggio di 4-6 6-4 3-6 6-3 11-9 dopo quattro ore e ventidue minuti di partita..
Nel torneo del singolare femminile l'italiana Francesca Schiavone ha vinto il suo incontro in tre set sulla serba Jelena Janković con il punteggio finale di 6-3, 2-6, 6-4. Gisela Dulko è costretta al ritiro nel match che la vede opposta alla francese Marion Bartoli sul punteggio di 7–5, 1–0. La vincitrice dell'Open di Francia 2009, la russa Svetlana Kuznecova, ha battuto la slovacca Daniela Hantuchová perdendo il primo set al tiebreakma chiudendo con il punteggio complessivo di 6-7 6-3, 6-2. La russa Vera Zvonarëva, testa di serie numero 3, ha perso contro la connazionale Anastasija Pavljučenkova per 7–6(4) 2-6 6-2.
| Incontri sui campi principali                         | Incontri sui campi principali                         | Incontri sui campi principali                         | Incontri sui campi principali                         |
| Incontri sul Court Philippe Chatrier (Campo centrale) | Incontri sul Court Philippe Chatrier (Campo centrale) | Incontri sul Court Philippe Chatrier (Campo centrale) | Incontri sul Court Philippe Chatrier (Campo centrale) |
| Turno                                                 | Vincitore                                             | Perdente                                              | Punteggio                                             |
| ----------------------------------------------------- | ----------------------------------------------------- | ----------------------------------------------------- | ----------------------------------------------------- |
| 4º turno singolare femminile                          | Anastasija Pavljučenkova [14]                         | Vera Zvonarëva [3]                                    | 7–6(4), 2–6, 6–2                                      |
| 4º turno singolare maschile                           | Roger Federer [3]                                     | Stan Wawrinka [14]                                    | 6–3, 6–2, 7–5                                         |
| 4º turno singolare maschile                           | Novak Đoković [2]                                     | Richard Gasquet [13]                                  | 6–4, 6–4, 6–2                                         |
| 4º turno singolare femminile                          | Marion Bartoli [11]                                   | Gisela Dulko                                          | 7–5, 1–0, ritiro                                      |
| Incontri sul Court Suzanne Lenglen (Grandstand)       |                                                       |                                                       |                                                       |
| Turno                                                 | Vincitore                                             | Perdente                                              | Punteggio                                             |
| 4º turno singolare maschile                           | Fabio Fognini                                         | Albert Montañés                                       | 4–6, 6–4, 3–6, 6–3, 11–9                              |
| 4º turno singolare femminile                          | Francesca Schiavone [5]                               | Jelena Janković [10]                                  | 6–3, 2–6, 6–4                                         |
| 4º turno singolare maschile                           | David Ferrer [7] vs. Gaël Monfils [9]                 | David Ferrer [7] vs. Gaël Monfils [9]                 | 4–6, '6–2, 5–7, 2–0, sospesa                          |

- Teste di serie eliminate:
  - Singolare maschile:  Richard Gasquet [13],  Stan Wawrinka [14]
  - Singolare femminile:  Vera Zvonarëva [3],  Jelena Janković [10],  Daniela Hantuchová [28]
  - Doppio maschile:  František Čermák /  Filip Polášek [14]
  - Doppio femminile:  María José Martínez Sánchez /  Anabel Medina Garrigues [11],  Latisha Chan /  Monica Niculescu [13]
  - Doppio misto:  Květa Peschke /  Aisam-ul-Haq Qureshi [3],  Zheng Jie /  Mahesh Bhupathi [5]

### 30 maggio (9º giorno)
Nella 9ª giornata si sono giocati gli incontri del quarto turno dei singolari maschili e femminili e terzo turno e quarti di finale dei tornei del doppio maschile, femminile e misto. Sono andati avanti i tornei riservati alla categoria juniores in base al  programma della giornata (archiviato dall'url originale il 6 agosto 2011).

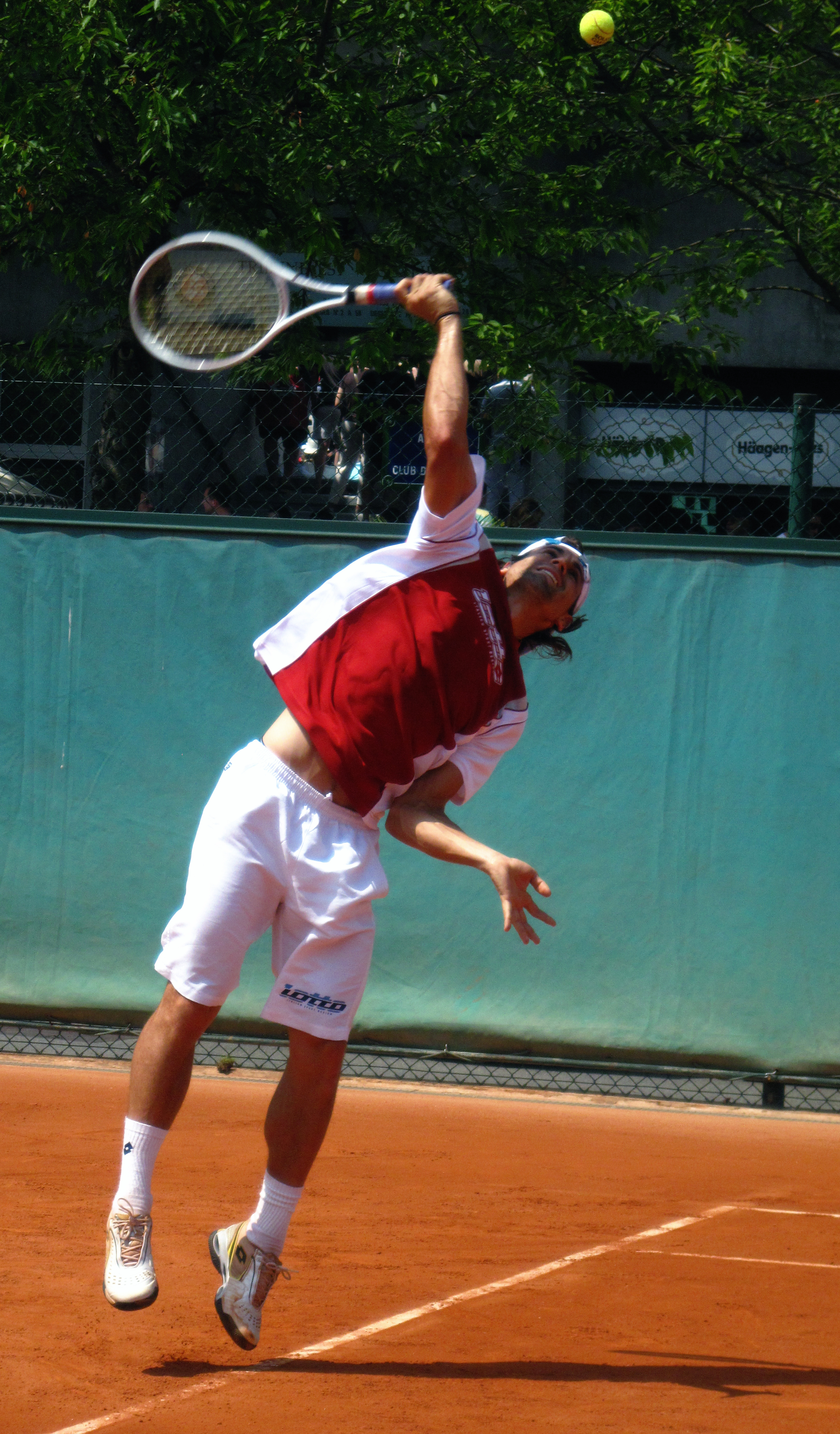
David Ferrer esce agli ottavi di finale

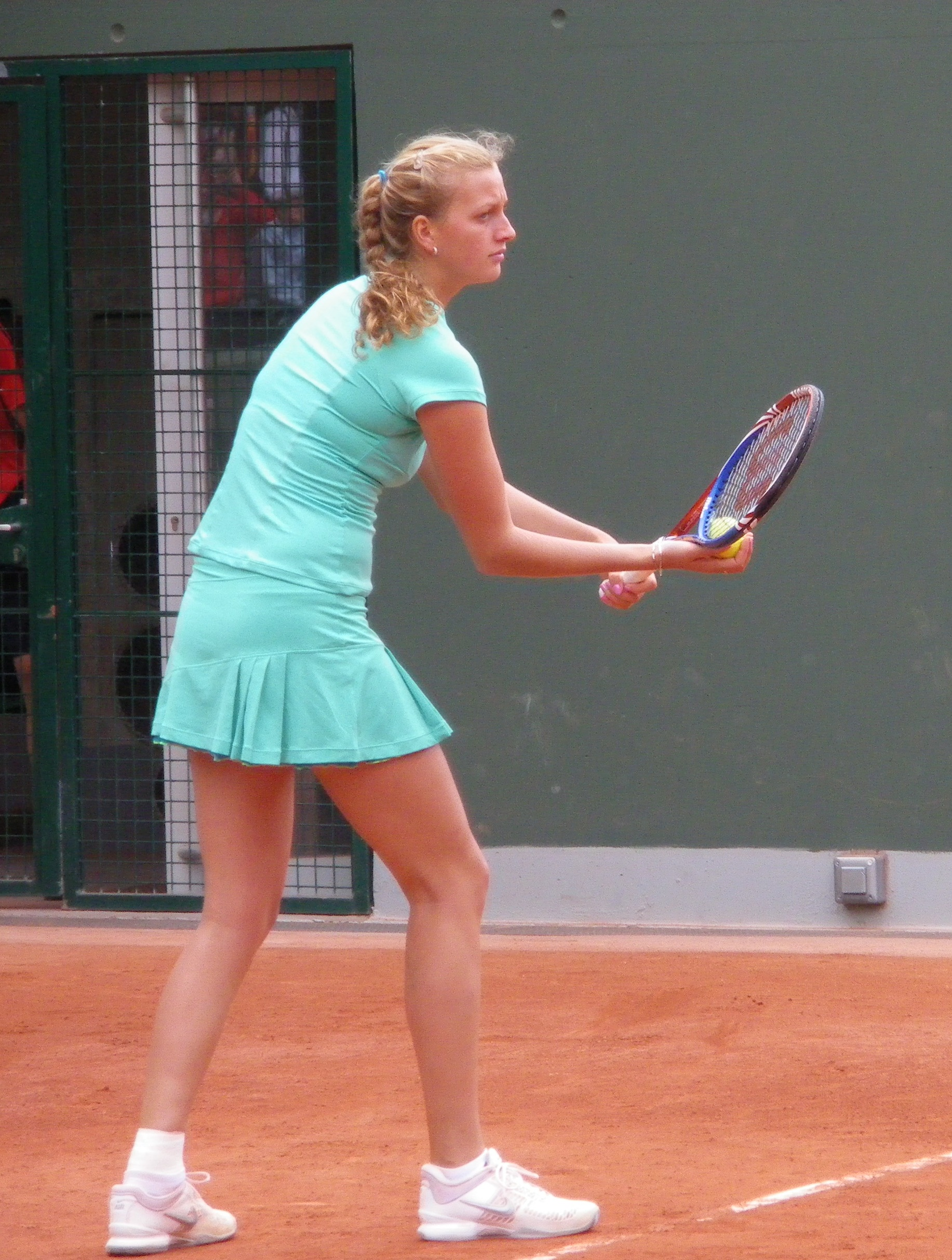
Petra Kvitová è stata eliminata da Li Na

Nel torneo del singolare maschile lo spagnolo Rafael Nadal ha vinto il suo incontro di ottavi di finale che lo vedeva contrapposto al croato Ivan Ljubičić in tre set con il punteggio di 7–5, 6–3, 6–3. David Ferrer ha perso contro il francese Gaël Monfils in cinque set con il punteggio complessivo di 6-4 2-6 7-5 1-6 8-6. L'argentino Juan Ignacio Chela ha sconfitto il colombiano Alejandro Falla proveniente dalle qualificazioni per 4-6 6-2 1-6 7-6 6-2. Robin Söderling ha battuto il francese Gilles Simon senza concedere un set con il punteggio finale di 6–2, 6–3, 7–6(7–5). L'ultimo match sul Court Suzanne Lenglen che vedeva opposti il britannico Andy Murray ed il serbo Viktor Troicki è stato sospeso per oscurità.
Nel torneo del singolare femminile la cinese Li Na ha estromesso dal torneo la ceca Petra Kvitová che ha perso in tre set con il punteggio di 2–6, 6–1, 6–3 La bielorussa Viktoryja Azaranka, testa di serie numero 4, ha avuto la meglio su Ekaterina Makarova sconfitta per 6-2 6-3. La russa Marija Šarapova ha battuto la polacca Agnieszka Radwańska per 7–6(7–4), 7–5. La tedesca Andrea Petković ha vinto contro la russa Marija Kirilenko con il punteggio di 6-2 2-6 6-4.
| Incontri sui campi principali                         | Incontri sui campi principali                         | Incontri sui campi principali                         | Incontri sui campi principali                         |
| Incontri sul Court Philippe Chatrier (Campo centrale) | Incontri sul Court Philippe Chatrier (Campo centrale) | Incontri sul Court Philippe Chatrier (Campo centrale) | Incontri sul Court Philippe Chatrier (Campo centrale) |
| Turno                                                 | Vincitore                                             | Perdente                                              | Punteggio                                             |
| ----------------------------------------------------- | ----------------------------------------------------- | ----------------------------------------------------- | ----------------------------------------------------- |
| 4º turno singolare femminile                          | Li Na [6]                                             | Petra Kvitová [9]                                     | 2–6, 6–1, 6–3                                         |
| 4º turno singolare maschile                           | Rafael Nadal [1]                                      | Ivan Ljubičić                                         | 7–5, 6–3, 6–3                                         |
| 4º turno singolare maschile                           | Robin Söderling [5]                                   | Gilles Simon [18]                                     | 6–2, 6–3, 7–6(7–5)                                    |
| 4º turno singolare femminile                          | Marija Šarapova [7]                                   | Agnieszka Radwańska [12]                              | 7–6(7–4), 7–5                                         |
| Incontri sul Court Suzanne Lenglen (Grandstand)       |                                                       |                                                       |                                                       |
| Turno                                                 | Vincitore                                             | Perdente                                              | Punteggio                                             |
| 4º turno singolare maschile                           | Juan Ignacio Chela                                    | Alejandro Falla [Q]                                   | 4–6, 6–2, 1–6, 7–6(7–5), 6–2                          |
| 4º turno singolare maschile                           | Gaël Monfils [9]                                      | David Ferrer [7]                                      | 6–4, 2–6, 7–5, 1–6, 8–6                               |
| 4º turno singolare femminile                          | Viktoryja Azaranka [4]                                | Ekaterina Makarova                                    | 6–2, 6–3                                              |
| 4º turno singolare maschile                           | Andy Murray [4] vs. Viktor Troicki [15]               | Andy Murray [4] vs. Viktor Troicki [15]               | 4–6, 4–6, 6–3, 6–2, sospesa                           |

- Teste di serie eliminate:
  - Singolare maschile:  David Ferrer [7],  Gilles Simon [18]
  - Singolare femminile:  Petra Kvitová [9],  Agnieszka Radwańska [12],  Marija Kirilenko [25]
  - Doppio maschile: Nessuna
  - Doppio femminile:  Gisela Dulko /  Flavia Pennetta [1],  Květa Peschke /  Katarina Srebotnik [2]
  - Doppio misto:  Iveta Benešová /  Leander Paes [7]

### 31 maggio (10º giorno)
Nella 10ª giornata si sono giocati gli incontri di quarti di finale dei singolari maschili e femminili, del doppio maschile, femminile e misto e la prosecuzione del match tra Andy Murray e Viktor Troicki. Sono andati avanti i tornei riservati alla categoria juniores in base al  programma della giornata (archiviato dall'url originale il 7 agosto 2011).

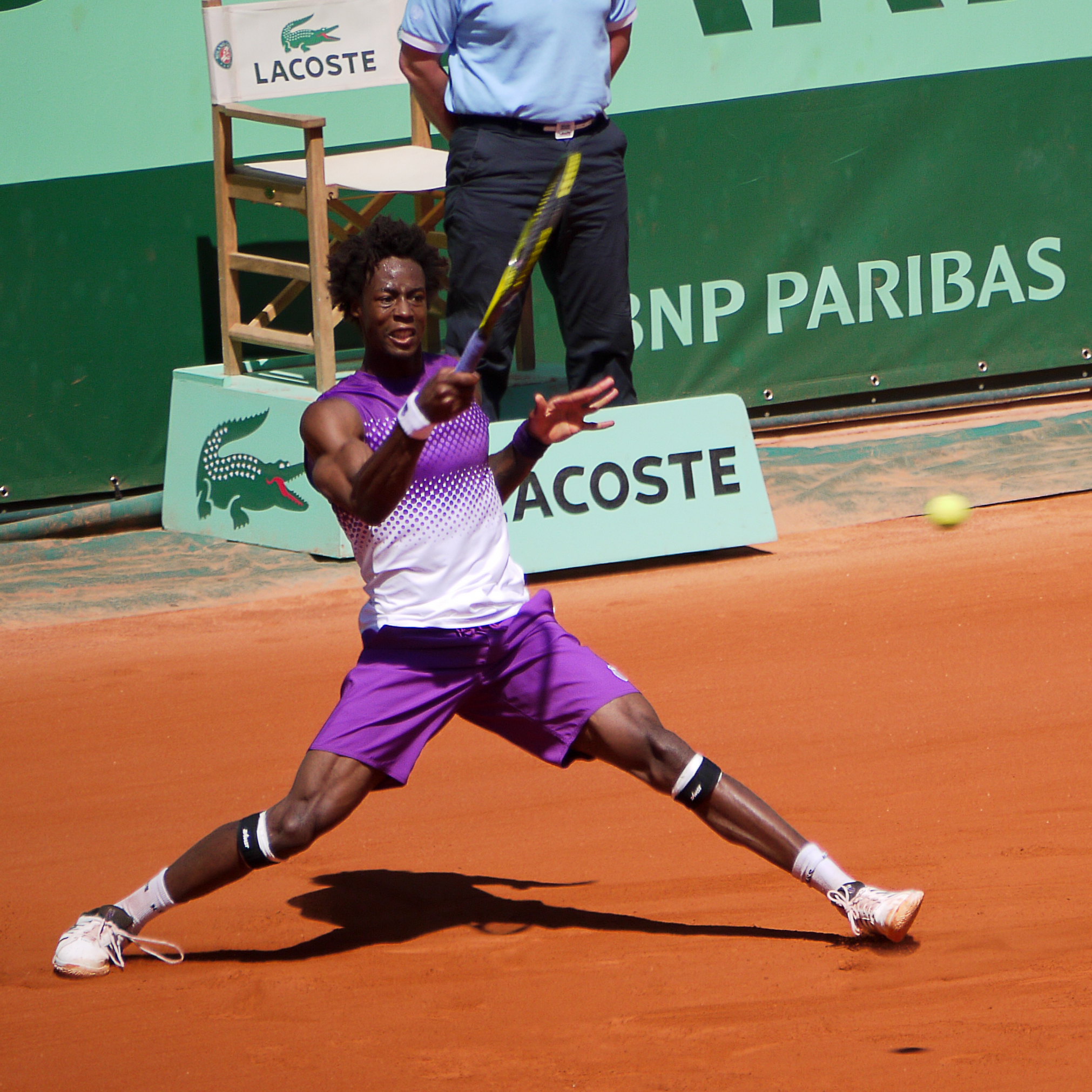
Gaël Monfils perde nei quarti contro Roger Federer

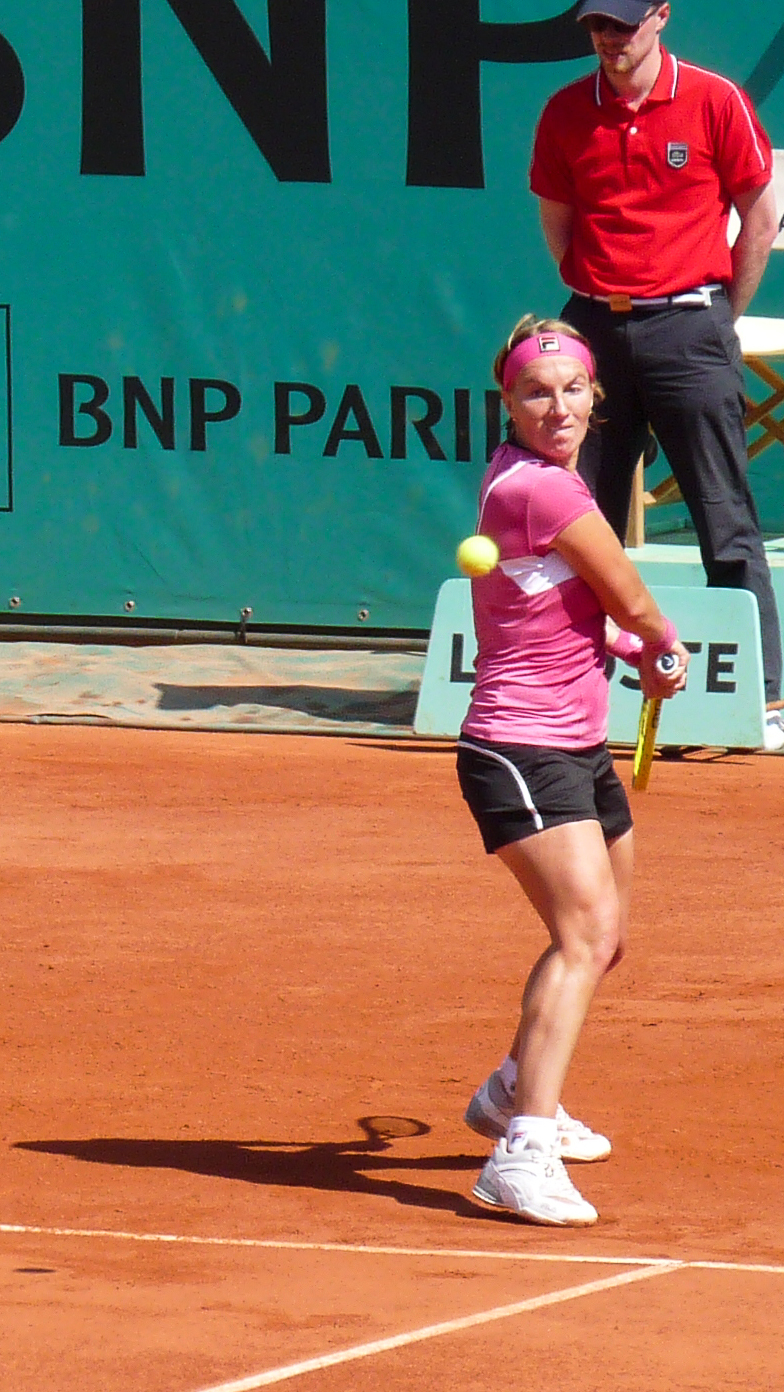
Svetlana Kuznecova sconfitta nei quarti

Nel torneo del singolare maschile lo svizzero Roger Federer ha sconfitto il francese Gaël Monfils: i primi due set si sono chiusi senza problemi per l'ex numero 1 del mondo mentre nel terzo è stato costretto al tiebreak vinto per sette punti a tre: il punteggio complessivo dell'incontro è stato di 6–4, 6–3, 7–6(7–3). Il britannico Andy Murray ha battuto il serbo Viktor Troicki al quinto set con il punteggio di 4–6, 4–6, 6–3, 6–2, 7-5.
Nel torneo del singolare femminile l'italiana Francesca Schiavone ha avuto la meglio sulla russa Anastasija Pavljučenkova battuta per1-6 7-5 7-5. Svetlana Kuznecova ha perso contro la francese Marion Bartoli per 7-6, 6-4.
| Incontri sui campi principali                         | Incontri sui campi principali                                                   | Incontri sui campi principali                                                   | Incontri sui campi principali                         |
| Incontri sul Court Philippe Chatrier (Campo centrale) | Incontri sul Court Philippe Chatrier (Campo centrale)                           | Incontri sul Court Philippe Chatrier (Campo centrale)                           | Incontri sul Court Philippe Chatrier (Campo centrale) |
| Turno                                                 | Vincitore                                                                       | Perdente                                                                        | Punteggio                                             |
| ----------------------------------------------------- | ------------------------------------------------------------------------------- | ------------------------------------------------------------------------------- | ----------------------------------------------------- |
| Quarti di finale singolare femminile                  | Francesca Schiavone [5]                                                         | Anastasija Pavljučenkova [14]                                                   | 1-6, 7-5, 7-5                                         |
| Quarti di finale singolare maschile                   | Roger Federer [3]                                                               | Gaël Monfils [9]                                                                | 6–4, 6–3, 7–6(7–3)                                    |
| Quarti di finale doppio maschile                      | Maks Mirny [2] Daniel Nestor [2]                                                | Robert Lindstedt [9] Horia Tecău [9]                                            | 6–4, 6–2                                              |
| Incontri sul Court Suzanne Lenglen (Grandstand)       |                                                                                 |                                                                                 |                                                       |
| Turno                                                 | Vincitore                                                                       | Perdente                                                                        | Punteggio                                             |
| 4º turno singolare maschile                           | Andy Murray [4]                                                                 | Viktor Troicki [15]                                                             | 4–6, 4–6, 6–3, 6–2, 7-5                               |
| Quarti di finale doppio maschile                      | Michaël Llodra [4] Nenad Zimonjić [4]                                           | Scott Lipsky Rajeev Ram                                                         | 2–6, 6–3, 6–1                                         |
| Quarti di finale singolare femminile                  | Marion Bartoli [11]                                                             | Svetlana Kuznecova [13]                                                         | 7–6(7–4), 6–4                                         |
| Quarti di finale doppio maschile                      | Bob Bryan [1] / Mike Bryan [1] vs. Rohan Bopanna [5] / Aisam-ul-Haq Qureshi [5] | Bob Bryan [1] / Mike Bryan [1] vs. Rohan Bopanna [5] / Aisam-ul-Haq Qureshi [5] | 6–7(2–7), 6–3, 5–5, sospesa                           |

- Teste di serie eliminate:
  - Singolare maschile:  Gaël Monfils [9],  Viktor Troicki [15]
  - Singolare femminile:  Svetlana Kuznecova [13],  Anastasija Pavljučenkova [14]
  - Doppio maschile:  Robert Lindstedt /  Horia Tecău [9]
  - Doppio femminile:  Viktoryja Azaranka /  Marija Kirilenko [5],  Nadia Petrova /  Anastasija Rodionova [9]
  - Doppio misto: Nessuna

### 1º giugno (11º giorno)
Nell'11ª giornata si sono giocati gli incontri di quarti di finale dei singolari maschili e femminili, le semifinali del doppio femminile e misto e la prosecuzione del match tra Bob Bryan / Mike Bryan e Rohan Bopanna / Aisam-ul-Haq Qureshi. Sono andati avanti i tornei riservati alla categoria juniores e sono iniziati i tornei riservati agli atleti in carrozzina e alle leggende del tennis del passato in base al  programma della giornata (archiviato dall'url originale il 6 agosto 2011).

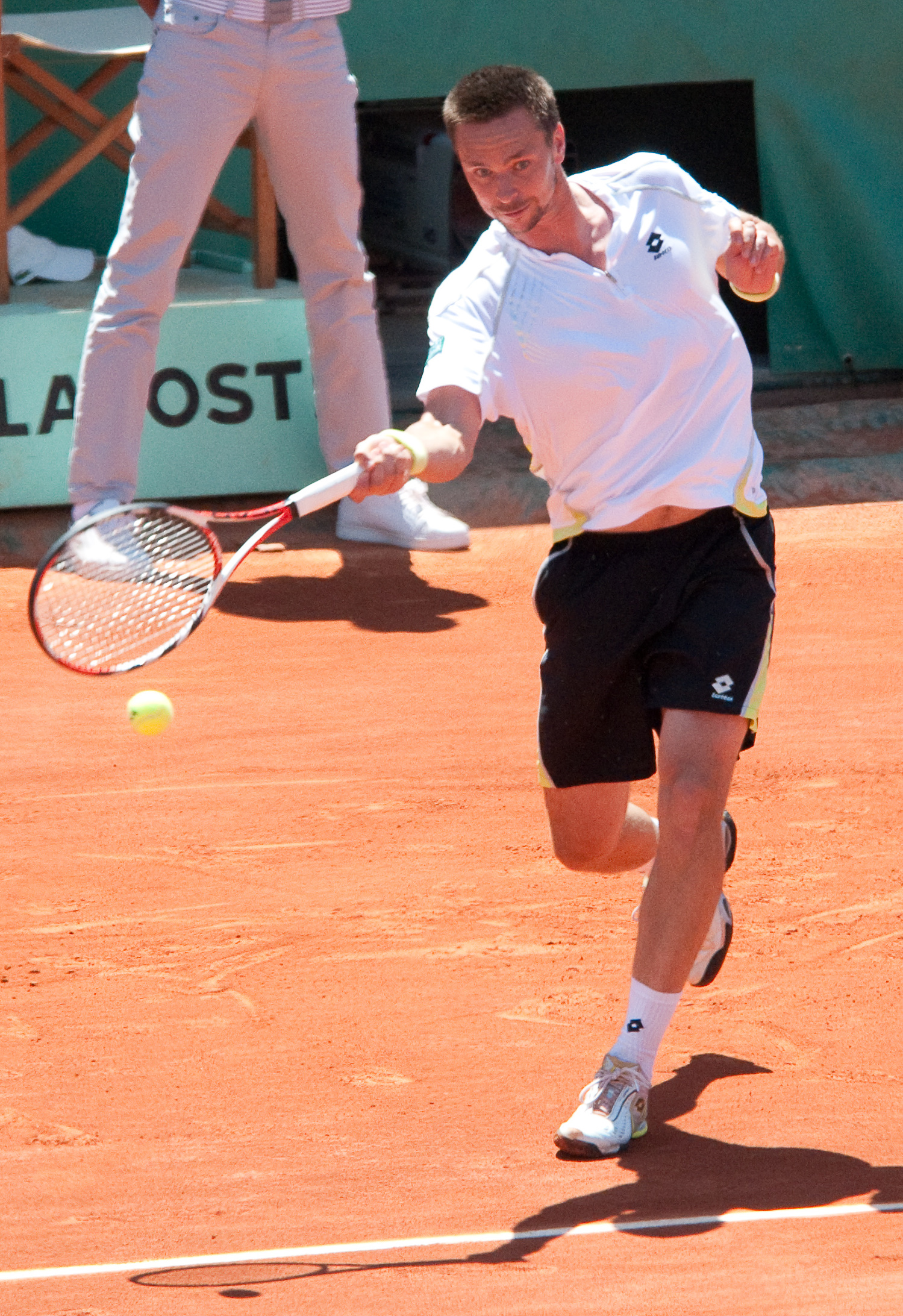
Robin Söderling finalista del 2009 e 2010 esce ai quarti di finale

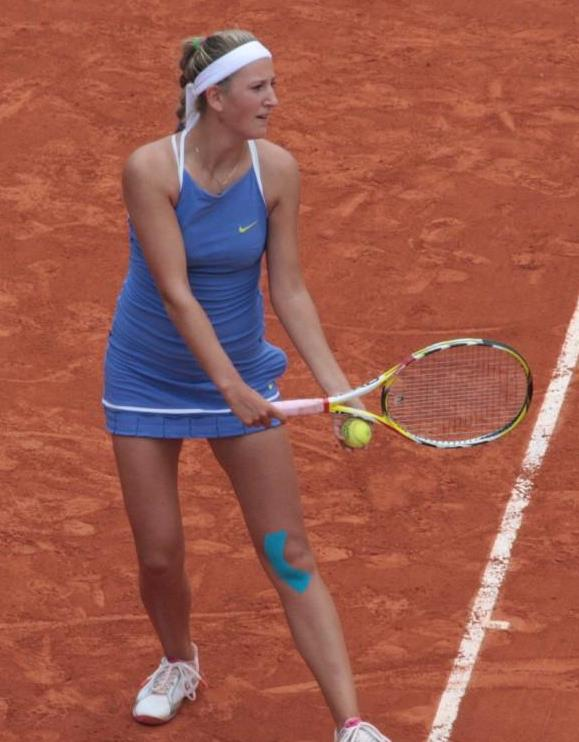
Viktoryja Azaranka ha perso nei quarti contro Li Na

Nel torneo del singolare maschile sul Court Philippe Chatrier lo spagnolo Rafael Nadal ha battuto nei quarti di finale lo svedese Robin Söderling. Il maiorchino è costretto solo al tiebreak del terzo set che riesce comunque a vincere per sette punti a tre: il punteggio complessivo dell'incontro è stato 6–4, 6–1, 7–6(7–3).
Nel torneo del singolare femminile la russa Marija Šarapova ha battuto la tedesca Andrea Petković per 6-0 6-3. Nel match c'è stato solo un break e un controbreak nel secondo set. La cinese Li Na ha sconfitto, la bielorussa Viktoryja Azaranka per 7–5, 6–2.
| Incontri sui campi principali                         | Incontri sui campi principali                         | Incontri sui campi principali                         | Incontri sui campi principali                         |
| Incontri sul Court Philippe Chatrier (Campo centrale) | Incontri sul Court Philippe Chatrier (Campo centrale) | Incontri sul Court Philippe Chatrier (Campo centrale) | Incontri sul Court Philippe Chatrier (Campo centrale) |
| Turno                                                 | Vincitore                                             | Perdente                                              | Punteggio                                             |
| ----------------------------------------------------- | ----------------------------------------------------- | ----------------------------------------------------- | ----------------------------------------------------- |
| Quarti di finale singolare femminile                  | Li Na [6]                                             | Viktoryja Azaranka [4]                                | 7–5, 6–2                                              |
| Quarti di finale singolare maschile                   | Rafael Nadal [1]                                      | Robin Söderling [5]                                   | 6–4, 6–1, 7–6(7–3)                                    |
| Semifinali doppio femminile                           | Andrea Sestini Hlaváčková Lucie Hradecká              | Vania King [3] Jaroslava Švedova [3]                  | 6–3, 6–3                                              |
| Incontri sul Court Suzanne Lenglen (Grandstand)       |                                                       |                                                       |                                                       |
| Turno                                                 | Vincitore                                             | Perdente                                              | Punteggio                                             |
| Quarti di finale singolare femminile                  | Marija Šarapova [7]                                   | Andrea Petković [15]                                  | 6–0, 6–3                                              |
| Quarti di finale singolare maschile                   | Andy Murray [4]                                       | Juan Ignacio Chela                                    | 7–6(7–2), 7–5, 6–2                                    |
| Semifinali doppio femminile                           | Sania Mirza [7] Elena Vesnina [7]                     | Liezel Huber [4] Lisa Raymond [4]                     | 6–3, 2–6, 6–4                                         |

- Teste di serie eliminate:
  - Singolare maschile:  Robin Söderling [5]
  - Singolare femminile:  Viktoryja Azaranka [4],  Andrea Petković [15]
  - Doppio femminile:  Vania King /  Jaroslava Švedova [3],  Liezel Huber /  Lisa Raymond [4]
  - Doppio misto: Nessuna

### 2 giugno (12º giorno)
Nella 12ª giornata si sono giocati gli incontri di semifinali dei singolari femminili e del doppio maschile, la finale del misto. Sono andati avanti i tornei riservati alla categoria juniores, i tornei riservati agli atleti in carrozzina e alle leggende del tennis del passato in base al  programma della giornata (archiviato dall'url originale il 20 agosto 2011).

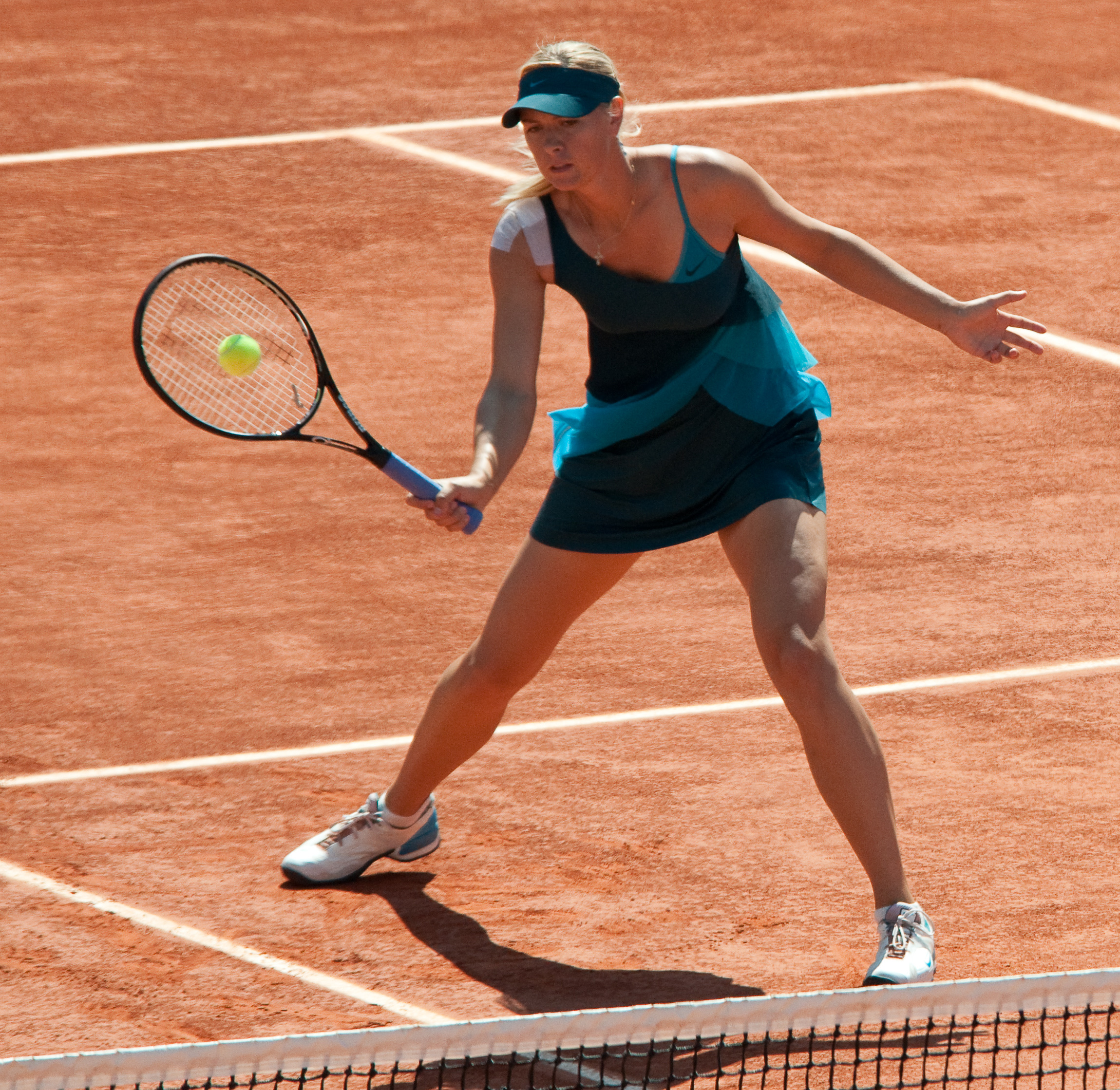
Marija Šarapova perde la possibilità di conquistare il Career Grand Slam perdendo in semifinale

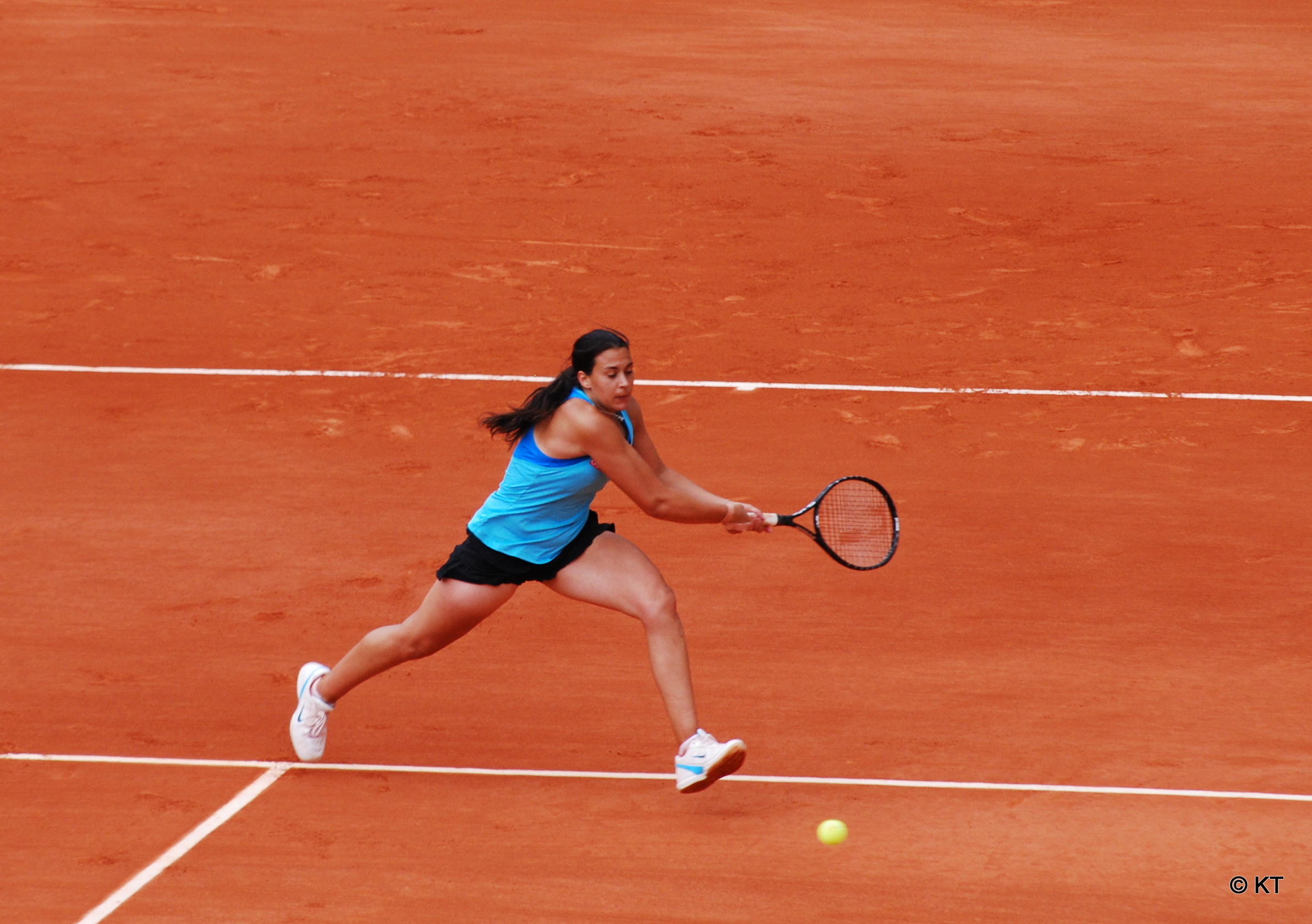
Marion Bartoli perde in semifinale contro Francesca Schiavone

Nel torneo del singolare femminile la cinese Li Na ha sconfitto la russa Marija Šarapova 6-4 7-5. Nel primo set la russa non riesce a recuperare lo svantaggio accumulata già dai primi game e perde per sei giochi a quattro. Nel secondo set vince per 7-5 approfittando anche dei doppi falli della Šarapova.
L'italiana Francesca Schiavone ha sconfitto la francese Marion Bartoli. La Schiavone vince il primo set per 6-3 senza concedere break. Nel secondo set Francesca perde i primi 2 game ma rimonta subito, subisce un altro break ma vince tutti i rimanenti giochi e chiude per 6-3.
| Incontri sui campi principali                         | Incontri sui campi principali                         | Incontri sui campi principali                         | Incontri sui campi principali                         |
| Incontri sul Court Philippe Chatrier (Campo centrale) | Incontri sul Court Philippe Chatrier (Campo centrale) | Incontri sul Court Philippe Chatrier (Campo centrale) | Incontri sul Court Philippe Chatrier (Campo centrale) |
| Turno                                                 | Vincitore                                             | Perdente                                              | Punteggio                                             |
| ----------------------------------------------------- | ----------------------------------------------------- | ----------------------------------------------------- | ----------------------------------------------------- |
| Semifinali singolare femminile                        | Li Na [6]                                             | Marija Šarapova [7]                                   | 6–4, 7–5                                              |
| Semifinali singolare femminile                        | Francesca Schiavone [5]                               | Marion Bartoli [11]                                   | 6-3, 6-3                                              |
| Finale doppio misto                                   | Casey Dellacqua Scott Lipsky                          | Katarina Srebotnik [1] Nenad Zimonjić [1]             | 7-66, 4-6, [10-7]                                     |
| Incontri sul Court Suzanne Lenglen (Grandstand)       |                                                       |                                                       |                                                       |
| Turno                                                 | Vincitore                                             | Perdente                                              | Punteggio                                             |
| Doppio leggende femminile Gruppo A                    | Martina Navrátilová Jana Novotná                      | Iva Majoli Conchita Martínez                          | 7–5, 6–1                                              |
| Semifinali doppio maschile                            | Maks Mirny [2] Daniel Nestor [2]                      | Michaël Llodra [4] Nenad Zimonjić [4]                 | 7-64, 7-65                                            |
| Doppio leggende under 45 Gruppo A                     | Fabrice Santoro Todd Woodbridge                       | Goran Ivanišević Michael Stich                        | 7–6(4), 6–3                                           |
| Semifinali doppio maschile                            | Juan Sebastián Cabal Eduardo Schwank                  | Bob Bryan [1] Mike Bryan [1]                          | 7-64, 6-3                                             |
| Doppio leggende over 45 Gruppo A                      | Guy Forget Henri Leconte                              | Ilie Năstase Emilio Sánchez                           | 6–3, 6–2                                              |

- Teste di serie eliminate:
  - Singolare femminile:  Marija Šarapova [7],  Marion Bartoli [11]
  - Doppio maschile:  Michaël Llodra /  Nenad Zimonjić [4],  Bob Bryan /  Mike Bryan [1]
  - Doppio misto:  Katarina Srebotnik /  Nenad Zimonjić [1]

### 3 giugno (13º giorno)
Nella 13ª giornata si sono giocati gli incontri di semifinali del singolare maschile e la finale del doppio femminile. Si sono giocate le finali dei tornei riservati agli atleti in carrozzina. Sono andati avanti i tornei riservati alla categoria juniores e alle leggende del tennis del passato in base al  programma della giornata (archiviato dall'url originale il 20 agosto 2011).

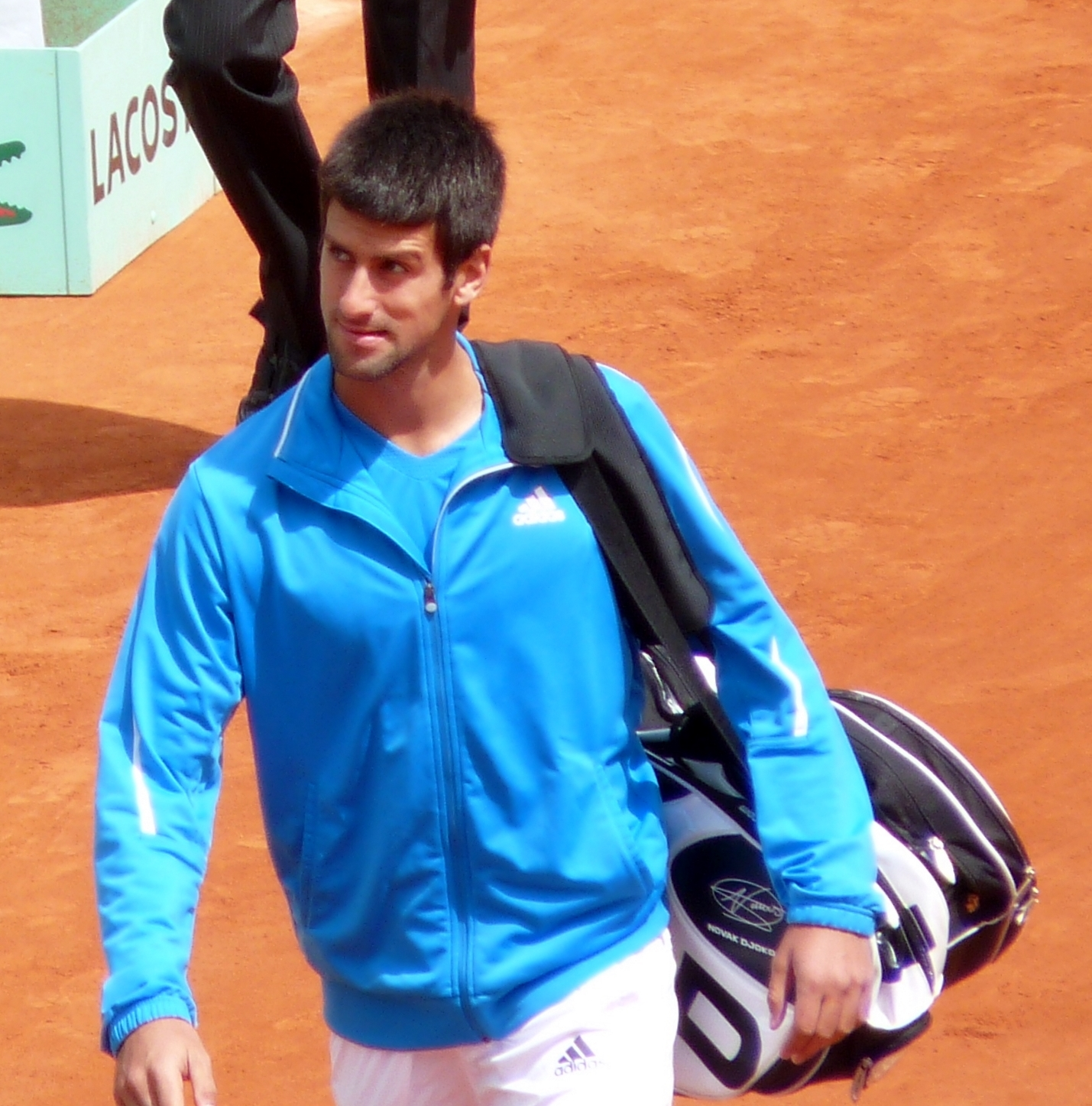
Novak Đoković perde il 1º incontro del 2011

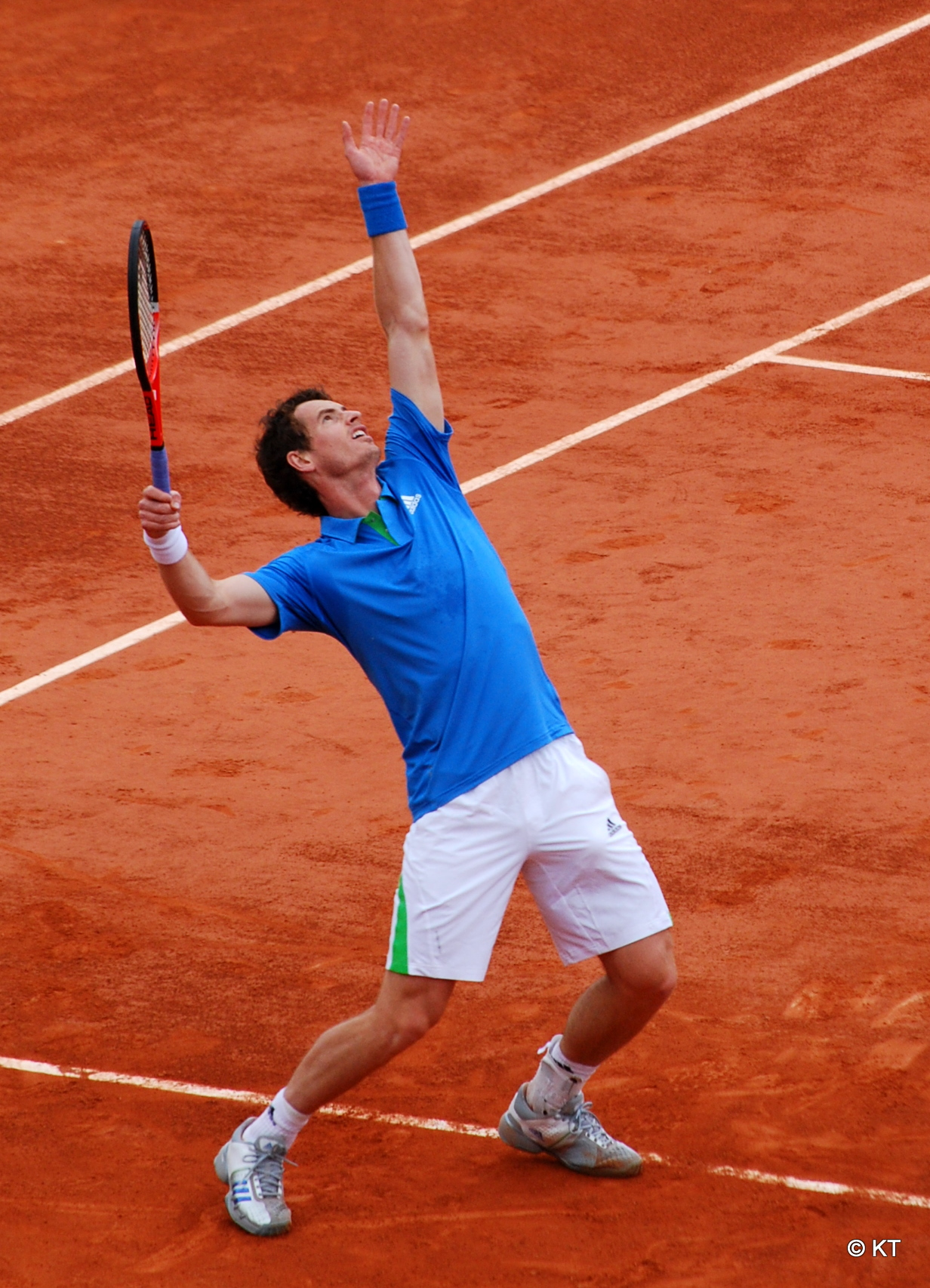
Andy Murray perde in semifinale contro Rafael Nadal

Nel torneo del singolare maschile il maiorchino Rafael Nadal è passato in finale sconfiggendo il britannico Andy Murray con il punteggio di 6-4, 7-5, 6-4 in tre ore e 30 minuti di gioco. Nel primo set Murray si trova sempre ad inseguire e perde per sei giochi a quattro. Nel secondo set Nadal vince grazie al break ottenuto sul 5 pari e dopo avere mantenuto il servizio successivo. Nel terzo set Rafael chiude 6-4 dopo 75 minuti di gioco.
Nell'altra semifinale lo svizzero Roger Federer ha battuto il serbo Novak Đoković per 7–6(5) 6-3 3-6 7–6(5). Il primo parziale arriva fino al tie-break che si conclude con la vittoria dell'elvetico per 7 a 5. Nel secondo set Federer va subito avanti, il serbo ha la possibilità di recuperare ma perde per 6-3. Il terzo parziale è appannaggio di Novak che vince per sei giochi a tre. Nel quarto parziale Đoković ha la possibilità di chiudere il set sul proprio servizio. Roger recupera e si arriva fino al tiebreak che vince il tennista di Basilea per sette punti a cinque con un ace.
Questa è stata la prima sconfitta nella stagione 2011 per Đoković.
| Incontri sui campi principali                         | Incontri sui campi principali                         | Incontri sui campi principali                         | Incontri sui campi principali                         |
| Incontri sul Court Philippe Chatrier (Campo centrale) | Incontri sul Court Philippe Chatrier (Campo centrale) | Incontri sul Court Philippe Chatrier (Campo centrale) | Incontri sul Court Philippe Chatrier (Campo centrale) |
| Turno                                                 | Vincitore                                             | Perdente                                              | Punteggio                                             |
| ----------------------------------------------------- | ----------------------------------------------------- | ----------------------------------------------------- | ----------------------------------------------------- |
| Semifinali singolare maschile                         | Rafael Nadal [1]                                      | Andy Murray [4]                                       | 6–4, 7–5, 6–4                                         |
| Semifinali singolare maschile                         | Roger Federer [3]                                     | Novak Đoković [2]                                     | 7–65, 6–3, 3–6, 7-65                                  |
| Incontri sul Court Suzanne Lenglen (Grandstand)       |                                                       |                                                       |                                                       |
| Turno                                                 | Vincitore                                             | Perdente                                              | Punteggio                                             |
| Doppio leggende over 45 Gruppo B                      | Andrés Gómez John McEnroe                             | Mikael Pernfors Mats Wilander                         | 7–65, 7–64                                            |
| Doppio leggende under 45 Gruppo B                     | Evgenij Kafel'nikov Andrij Medvedjev                  | Arnaud Boetsch Cédric Pioline                         | 6–4, 4–6, [10–8]                                      |
| Semifinali singolare ragazze                          | Ons Jabeur [9]                                        | Caroline Garcia [3]                                   | 6–2, 1–6, 6–2                                         |
| Finale doppio femminile                               | Andrea Sestini Hlaváčková Lucie Hradecká              | Sania Mirza [7] Elena Vesnina [7]                     | 6–3, 6–4                                              |
| Doppio femminile leggende Gruppo A                    | Magdalena Maleeva Nathalie Tauziat                    | Iva Majoli Conchita Martínez                          | 6–4, 6–2                                              |

- Teste di serie eliminate:
  - Singolare maschile:  Novak Đoković [2],  Andy Murray [4]
  - Doppio femminile:  Sania Mirza /  Elena Vesnina [7]

### 4 giugno (14º giorno)
Nella 14ª giornata si sono giocati la finale del singolare femminile e del doppio maschile, le finali dei tornei di doppio riservati alla categoria juniores e sono andati avanti i tornei riservati alle leggende del tennis del passato in base al  programma della giornata (archiviato dall'url originale il 22 agosto 2011).

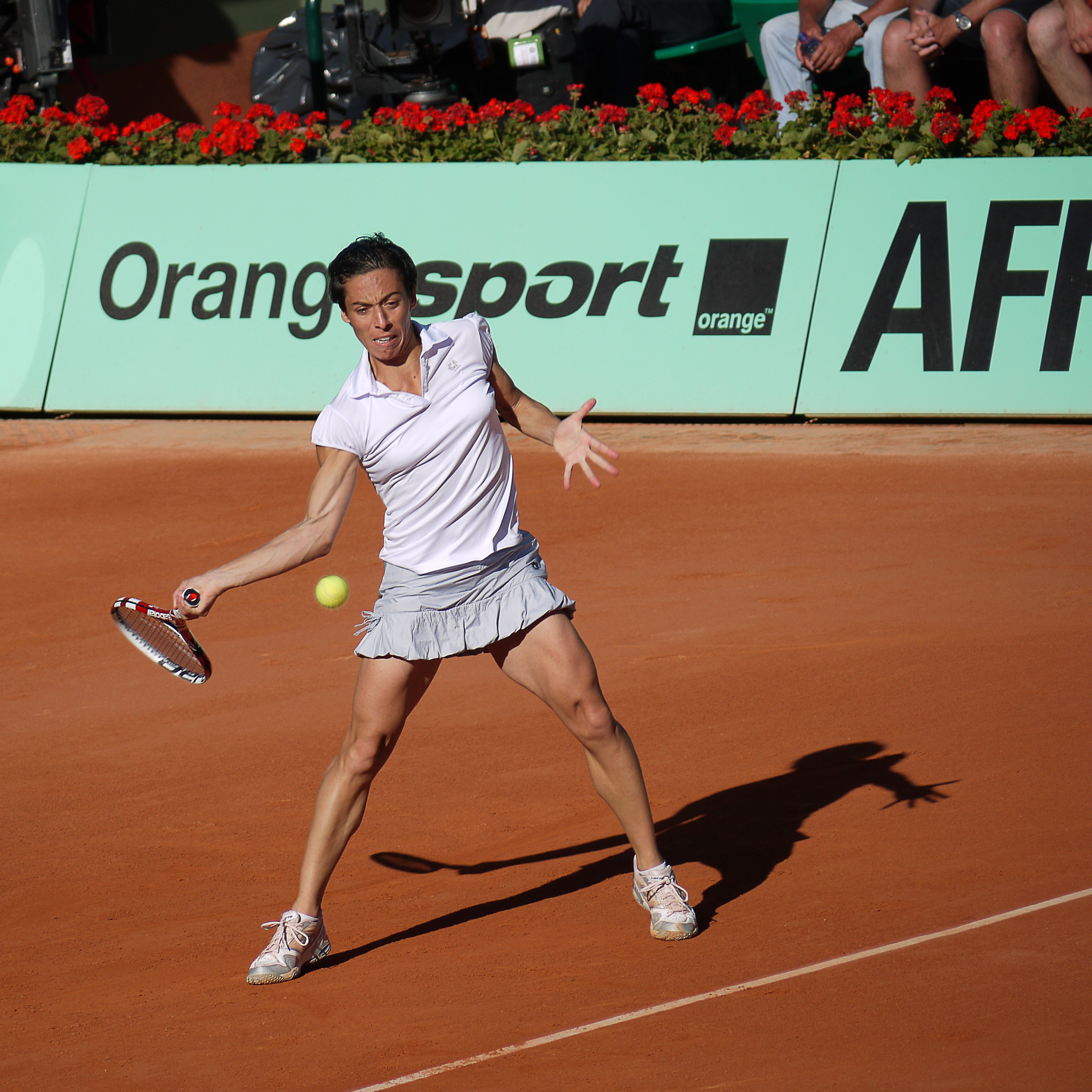
Francesca Schiavone perde la finale contro Li Na

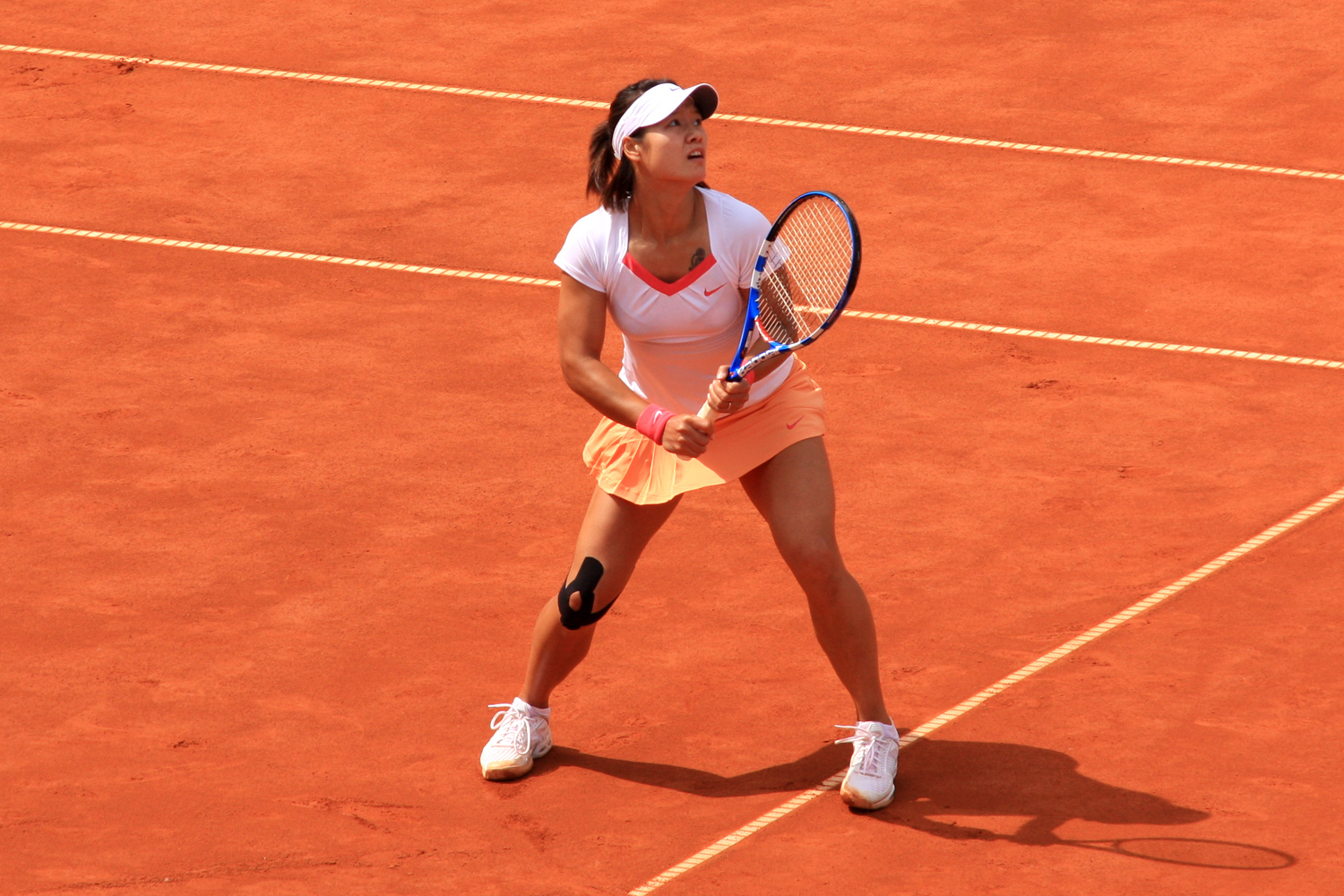
Li Na vince per la 1ª volta il Roland Garros

Nel torneo del singolare femminile la cinese Li Na ha conquistato il titolo sconfiggendo in finale Francesca Schiavone per 6-4, 7-6(0). Il primo set è stato equilibrato e si chiuso grazie ad un break ottenuto dall'asiatica, il secondo e ultimo parziale si è trascinato fino al tiebreak done l'italiana non ha vinto nessun punto.

#### Statistiche della finale femminile
| 4 giugno 2011 15:00 Finale femminile | Li Na (6) | 2 – 0 6-4, 7-6(0) | Francesca Schiavone (5) | Court Philippe Chatrier, Parigi spettatori: 15.000 Giudice di sedia: Louise Engzell |

|     |                         |     |  |
| 77% | Prime di servizio       | 63% |  |
|     |                         |     |  |
| 1   | Doppi falli             | 0   |  |
|     |                         |     |  |
| 24  | Errori gratuiti         | 17  |  |
|     |                         |     |  |
| 31  | Vincenti                | 12  |  |
|     |                         |     |  |
| 3   | Aces                    | 0   |  |
|     |                         |     |  |
| 70% | Vincenti 1ª di servizio | 69% |  |
|     |                         |     |  |
| 69% | Vincenti 2ª di servizio | 50% |  |
|     |                         |     |  |
| 75  | Punti totali            | 65  |  |
|     |                         |     |  |
|     |                         |     |  |

| Incontri sui campi principali                         | Incontri sui campi principali                         | Incontri sui campi principali                         | Incontri sui campi principali                         |
| Incontri sul Court Philippe Chatrier (Campo centrale) | Incontri sul Court Philippe Chatrier (Campo centrale) | Incontri sul Court Philippe Chatrier (Campo centrale) | Incontri sul Court Philippe Chatrier (Campo centrale) |
| Turno                                                 | Vincitore                                             | Perdente                                              | Punteggio                                             |
| ----------------------------------------------------- | ----------------------------------------------------- | ----------------------------------------------------- | ----------------------------------------------------- |
| Finale singolare femminile                            | Li Na [5]                                             | Francesca Schiavone [6]                               | 6-4, 7-6(0)                                           |
| Finale doppio maschile                                | Maks Mirny [2] Daniel Nestor [2]                      | Juan Sebastián Cabal Eduardo Schwank                  | 7–6(7–3), 3–6, 6–4                                    |
| Incontri sul Court Suzanne Lenglen (Grandstand)       |                                                       |                                                       |                                                       |
| Turno                                                 | Vincitore                                             | Perdente                                              | Punteggio                                             |
| Doppio leggende over 45 Gruppo B                      | Andrés Gómez John McEnroe                             | Pat Cash Peter McNamara                               | 6–1, 2–6, [10–8]                                      |
| Doppio femminile leggende Gruppo B                    | Lindsay Davenport Martina Hingis                      | Andrea Temesvári Sandrine Testud                      | 6–3, 6–7(4–7), [10–0]                                 |
| Doppio leggende under 45 Gruppo A                     | Fabrice Santoro Todd Woodbridge                       | Sergi Bruguera Richard Krajicek                       | 7–6(7–2), 6–3                                         |
| Doppio leggende over 45 Gruppo A                      | Ilie Năstase Emilio Sánchez                           | Mansour Bahrami Mark Woodforde                        | 6–3, 7–5                                              |

- Teste di serie eliminate:
  - Singolare femminile:  Francesca Schiavone [6]
  - Doppio maschile: Nessuna

### 5 giugno (15º giorno)
Nella 15ª giornata e ultima giornata si sono giocati la finale del singolare maschile, le finali dei tornei di singolare riservati alla categoria juniores e dei tornei riservati alle leggende del tennis del passato in base al  programma della giornata (archiviato dall'url originale il 20 agosto 2011).

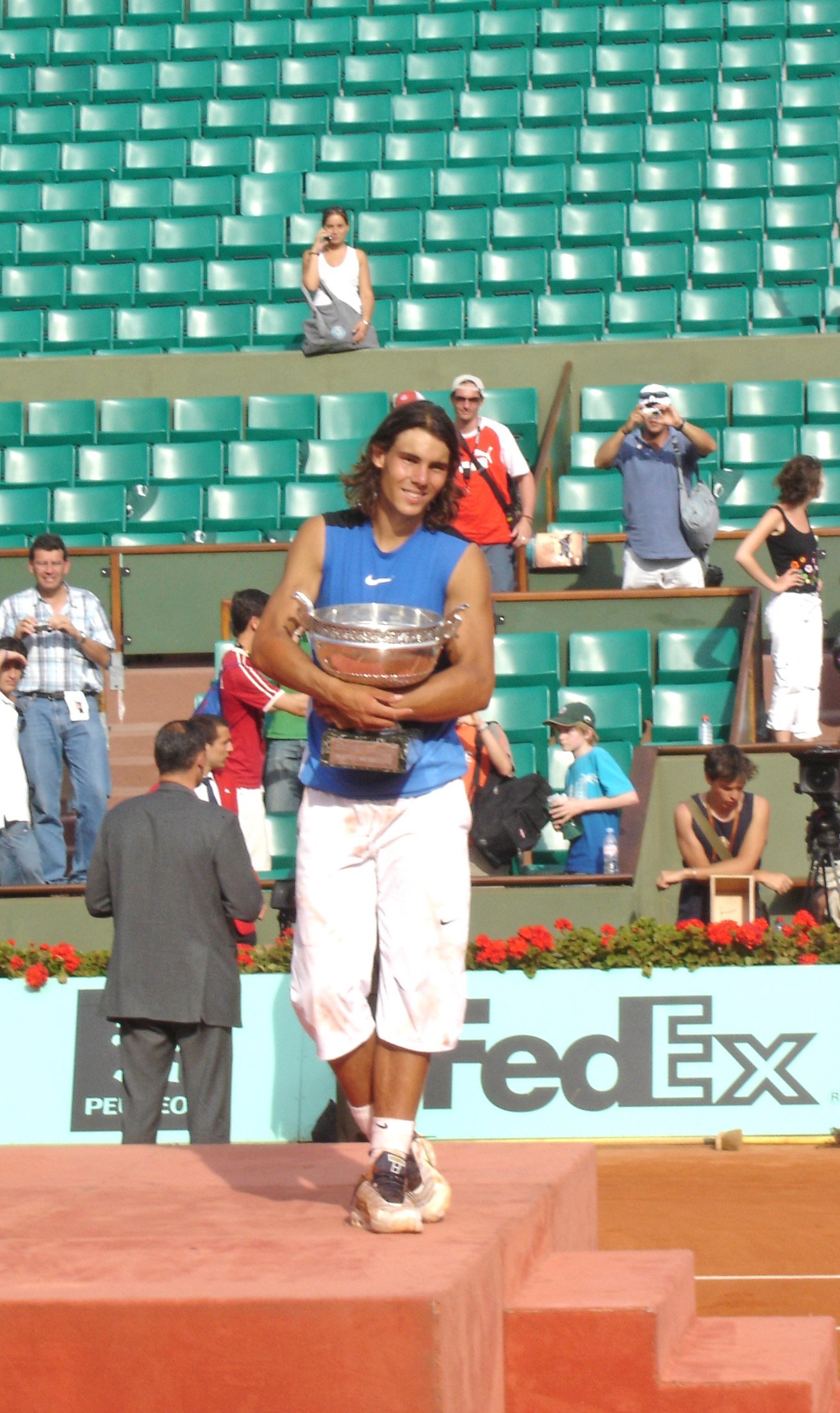
Rafael Nadal con la Coppa dei Moschettieri

Nel torneo del singolare maschile lo spagnolo Rafael Nadal conquista la Coppa dei Moschettieri battendo in finale il rivale Roger Federer. Nel primo set Federer va subito avanti, ma viene rimontato fino al 5-5; Nadal ne approfitta e vince il set per sette giochi a cinque. Nel secondo set si arriva fino al tiebreak dove è il maiorchino a vincere per sette punti a tre. Il terzo set è vinto da Federer, che però perde nettamente il successivo per sei giochi a uno, perdendo definitivamente l'incontro. Rafael Nadal con questa vittoria ha raggiunto Björn Borg come numero di titoli conquistati al Roland Garros.
| Incontri sui campi principali                         | Incontri sui campi principali                         | Incontri sui campi principali                         | Incontri sui campi principali                         |
| Incontri sul Court Philippe Chatrier (Campo centrale) | Incontri sul Court Philippe Chatrier (Campo centrale) | Incontri sul Court Philippe Chatrier (Campo centrale) | Incontri sul Court Philippe Chatrier (Campo centrale) |
| Turno                                                 | Vincitore                                             | Perdente                                              | Punteggio                                             |
| ----------------------------------------------------- | ----------------------------------------------------- | ----------------------------------------------------- | ----------------------------------------------------- |
| Finale singolare maschile                             | Rafael Nadal [1]                                      | Roger Federer [3]                                     | 7-5, 7-63, 5-7, 6-1                                   |
| Incontri sul Court Suzanne Lenglen (Grandstand)       |                                                       |                                                       |                                                       |
| Turno                                                 | Vincitore                                             | Perdente                                              | Punteggio                                             |
| Doppio leggende over 45 Finale                        | Guy Forget Henri Leconte                              | Andrés Gómez John McEnroe                             | 6-3, 5-7, [10-8]                                      |
| Doppio femminile leggende Finale                      | Lindsay Davenport Martina Hingis                      | Martina Navrátilová Jana Novotná                      | 6-1, 6-2                                              |

#### Statistiche della finale maschile
| 5 giugno 2010 15:00 Finale maschile | Rafael Nadal [1] | 3 – 1 7-5, 7-63, 5-7, 6-1 | Roger Federer [3] | Court Philippe Chatrier, Parigi spettatori: 15.000 Giudice di sedia: Pascal Maria |

|     |                         |     |  |
| 72% | Prime di servizio       | 63% |  |
|     |                         |     |  |
| 3   | Doppi falli             | 1   |  |
|     |                         |     |  |
| 27  | Errori gratuiti         | 56  |  |
|     |                         |     |  |
| 39  | Vincenti                | 53  |  |
|     |                         |     |  |
| 4   | Aces                    | 11  |  |
|     |                         |     |  |
| 65% | Vincenti 1ª di servizio | 69% |  |
|     |                         |     |  |
| 51% | Vincenti 2ª di servizio | 39% |  |
|     |                         |     |  |
| 143 | Punti totali            | 130 |  |
|     |                         |     |  |
|     |                         |     |  |

- Teste di serie eliminate:
  - Singolare maschile:  Roger Federer [3]

## Seniors

### Singolare maschile
Rafael Nadal ha battuto in finale  Roger Federer con il punteggio di 7–5, 7–6(3), 5–7, 6–1.
- Per Nadal è il decimo titolo del Grande Slam, il sesto a Parigi. Con questo successo ha eguagliato il record di vittorie di Björn Borg.
- È il 3º titolo dell'anno per Nadal, il 46º della carriera.

### Singolare femminile
Li Na ha battuto in finale  Francesca Schiavone con il punteggio di 6–4, 7–6(0).
- È il primo titolo dello Slam per Li Na. È il 1º titolo dello Slam per una giocatrice asiatica.
- È stato il 2º titolo dell'anno per Li Na, il 5º della carriera.

### Doppio maschile
Maks Mirny e  Daniel Nestor hanno battuto in finale  Juan Sebastián Cabal e  Eduardo Schwank con il punteggio di 7–6(3), 3–6, 6–4.
- È il 3º titolo all'Open di Francia sia per Mirnyi che per Nestor. Mirnyi ha vinto il 5º titolo dello Slam nel doppio maschile, Nestor il 7°.

### Doppio femminile
Andrea Sestini Hlaváčková /  Lucie Hradecká hanno sconfitto in finale  Sania Mirza /  Elena Vesnina con il punteggio di 6–4, 6–3.
- Andrea Sestini Hlaváčková e Lucie Hradecká hanno vinto il loro 1º titolo del Grande Slam.

### Doppio Misto
Casey Dellacqua /  Scott Lipsky hanno sconfitto in finale  Katarina Srebotnik /  Nenad Zimonjić con il punteggio di 7–6(6), 4–6, [10–7].
- Casey Dellacqua e Scott Lipsky hanno vinto il loro 1º titolo del Grande Slam.

## Junior

### Singolare ragazzi
Bjorn Fratangelo ha sconfitto in finale  Dominic Thiem con il punteggio di 3–6, 6–3, 8–6.
- Fratangelo ha vinto il 1º titolo della categoria Junior del Grande Slam.

### Singolare ragazze
Ons Jabeur ha sconfitto in finale  Mónica Puig con il punteggio di 7–6(8), 6–1.
- Ons Jabeur ha vinto il 1º titolo della categoria Junior del Grande Slam.

### Doppio ragazzi
Andrés Artuñedo /  Roberto Carballes hanno sconfitto in finale  Mitchell Krueger /  Shane Vinsant con il punteggio di 5–7, 7–6(5), [10–5].
- Artuñedo e Carballes hanno vinto il 1º titolo della categoria Junior del Grande Slam.

### Doppio ragazze
Irina Chromačëva /  Maryna Zanevs'ka hanno sconfitto in finale  Viktorija Kan /  Demi Schuurs con il punteggio di 6–4, 7–5.
- Irina Khromacheva ha vinto il 1º titolo della categoria Junior del Grande Slam, Maryna Zanevska il suo 2°.

## Tennisti in carrozzina

### Singolare maschile carrozzina
Maikel Scheffers ha sconfitto  Nicolas Peifer con il punteggio di 7–6(3), 6–3.
- È il primo titolo in carriera per Scheffers.

### Singolare femminile carrozzina
Esther Vergeer ha sconfitto  Marjolein Buis con il punteggio di 6–0, 6–2.
- Vergeer ha vinto il suo quinto Open di Francia consecutivo ed il 18 titolo in singolare del Grande Slam.

### Doppio maschile carrozzina
Shingo Kunieda /  Nicolas Peifer hanno sconfitto  Robin Ammerlaan /  Stefan Olsson con il punteggio di 6–2, 6–3.
- È il terzo titolo per Kunieda nel doppio agli Open di Francia, il decimo titolo del Grande Slam in carriera.
- Per Peifer è il primo titolo.

### Doppio femminile carrozzina
Esther Vergeer /  Sharon Walraven hanno sconfitto  Jiske Griffioen /  Aniek van Koot con il punteggio di 5–7, 6–4, [10–5].
- Vergeer ha vinto il suo quarto titolo consecutivo agli Open di Francia nel doppio ed il diciassettesimo titolo di doppio nei tornei del Grande Slam.
- Walraven ha vinto il suo quarto titolo consecutivo agli Open di Francia.

## Leggende

### Doppio leggende under 45
Fabrice Santoro /  Todd Woodbridge hanno battuto in finale  Arnaud Boetsch /  Cédric Pioline con il punteggio di 6–2, 6–4.

### Doppio leggende over 45
Guy Forget /  Henri Leconte hanno battuto in finale  Andrés Gómez /  John McEnroe con il punteggio di 6–3, 5–7, [10–8].

### Doppio leggende femminile
Lindsay Davenport /  Martina Hingis hanno battuto in finale  Martina Navrátilová /  Jana Novotná con il punteggio di 6–1, 6–2.

## Teste di serie nel singolare
La seguente tabella illustra i giocatori che non hanno partecipato al torneo, quelli che sono stati eliminati e i loro nuovi punteggi nella classifica ATP. In corsivo i punteggi provvisori.
| Legenda colori             |
| Vincitore                  |
| Finalista                  |
| Semifinalista              |
| Quarti di finale           |
| Eliminati a 1T, 2T, 3T, 4T |
| Non partecipa              |

### Classifica singolare maschile
| Testa di serie | Ranking | Giocatore              | Punti | Punti da difendere | Punti conquistati | Nuovo punteggio | Situazione                               |
| -------------- | ------- | ---------------------- | ----- | ------------------ | ----------------- | --------------- | ---------------------------------------- |
| 1              | 1       | Rafael Nadal           | 12070 | 2000               | 2000              | 12070           | Vittoria in finale contro Roger Federer  |
| 2              | 2       | Novak Đoković          | 11665 | 360                | 720               | 12025           | Eliminato in semifinale da Roger Federer |
| 3              | 3       | Roger Federer          | 8390  | 360                | 1200              | 9230            | Sconfitto in finale da Rafael Nadal      |
| 4              | 4       | Andy Murray            | 6085  | 180                | 720               | 6625            | Eliminato in semifinale da Rafael Nadal  |
| 5              | 5       | Robin Söderling        | 5435  | 1200               | 360               | 4595            | Eliminato ai quarti da Rafael Nadal      |
| 6              | 6       | Tomáš Berdych          | 4200  | 720                | 10                | 3490            | Eliminato al 1T da Stéphane Robert       |
| 7              | 7       | David Ferrer           | 4060  | 90                 | 180               | 4150            | Eliminato al 4T da Gaël Monfils          |
| 8              | 8       | Jürgen Melzer          | 2850  | 720                | 45                | 2175            | Eliminato al 2T da Lukáš Rosol           |
| 9              | 9       | Gaël Monfils           | 2465  | 45                 | 360               | 2780            | Eliminato ai quarti da Roger Federer     |
| 10             | 10      | Mardy Fish             | 2395  | 45                 | 90                | 2440            | Eliminato al 3T da Gilles Simon          |
| N/A            | 11      | Andy Roddick           | 2290  | 90                 | 0                 | 2200            | Spalla destra                            |
| 11             | 12      | Nicolás Almagro        | 2225  | 360                | 10                | 1875            | Eliminato al 1T da Łukasz Kubot          |
| 12             | 13      | Michail Južnyj         | 2010  | 360                | 90                | 1740            | Eliminato al 3T da Albert Montañés       |
| 13             | 14      | Richard Gasquet        | 1755  | 10                 | 180               | 1925            | Eliminato al 4T da Novak Đoković         |
| 14             | 15      | Stan Wawrinka          | 1920  | 180                | 180               | 1920            | Eliminato al 4T da Roger Federer         |
| 15             | 16      | Viktor Troicki         | 1840  | 90                 | 180               | 1930            | Eliminato al 4T da Andy Murray           |
| 16             | 17      | Fernando Verdasco      | 1515  | 180                | 90                | 1425            | Eliminato al 3T da Ivan Ljubičić         |
| 17             | 18      | Jo-Wilfried Tsonga     | 1570  | 180                | 90                | 1480            | Eliminato al 3T da Stan Wawrinka         |
| 18             | 19      | Gilles Simon           | 1565  | 0                  | 180               | 1745            | Eliminato al 4T da Robin Söderling       |
| 19             | 20      | Marin Čilić            | 1515  | 180                | 10                | 1345            | Eliminato al 1T da Rubén Ramírez Hidalgo |
| 20             | 21      | Florian Mayer          | 1555  | 0                  | 45                | 1600            | Eliminato al 2T da Alejandro Falla       |
| N/A            | 22      | David Nalbandian       | 1425  | 0                  | 0                 | 1425            | Conseguenze post-operatorie              |
| 21             | 23      | Aleksandr Dolhopolov   | 1450  | 90                 | 90                | 1450            | Eliminato al 3T da Viktor Troicki        |
| 22             | 24      | Michaël Llodra         | 1400  | 10                 | 10                | 1400            | Eliminato al 1T da Steve Darcis          |
| 23             | 25      | Thomaz Bellucci        | 1395  | 180                | 90                | 1305            | Eliminato al 3T da Richard Gasquet       |
| 24             | 26      | Sam Querrey            | 1325  | 10                 | 45                | 1360            | Eliminato al 2T da Ivan Ljubičić         |
| 25             | 27      | Juan Martín del Potro  | 1355  | 0                  | 90                | 1445            | Eliminato al 3T da Novak Đoković         |
| 26             | 28      | Milos Raonic           | 1342  | (18)               | 10                | 1334            | Eliminato al 1T da Michael Berrer        |
| 27             | 29      | Marcos Baghdatis       | 1295  | 90                 | 45                | 1250            | Eliminato al 2T da Leonardo Mayer        |
| 28             | 30      | Nikolaj Davydenko      | 1285  | 0                  | 45                | 1330            | Eliminato al 2T da Antonio Veić          |
| N/A            | 31      | Tommy Robredo          | 1245  | 10                 | 0                 | 1235            | Gamba destra                             |
| 29             | 32      | Janko Tipsarević       | 1225  | 10                 | 90                | 1305            | Eliminato al 3T da Roger Federer         |
| 30             | 33      | Guillermo García López | 1205  | 45                 | 90                | 1250            | Eliminato al 3T da Fabio Fognini         |
| 31             | 34      | Serhij Stachovs'kyj    | 1170  | 10                 | 90                | 1250            | Eliminato al 3T da David Ferrer          |
| 32             | 35      | Kevin Anderson         | 1150  | 10                 | 45                | 1185            | Eliminato al 2T da Juan Ignacio Chela    |

### Classifica singolare femminile
| Testa di serie | Ranking | Giocatrice               | Punti | Punti da difendere | Punti conquistati | Nuovo punteggio | Situazione                                     |
| -------------- | ------- | ------------------------ | ----- | ------------------ | ----------------- | --------------- | ---------------------------------------------- |
| 1              | 1       | Caroline Wozniacki       | 10255 | 500                | 160               | 9915            | Eliminata al 3T da Daniela Hantuchová          |
| 2              | 2       | Kim Clijsters            | 8115  | 0                  | 100               | 8215            | Eliminata al 2T da Arantxa Rus                 |
| 3              | 3       | Vera Zvonarëva           | 7755  | 100                | 280               | 7935            | Eliminata al 4T da Anastasija Pavljučenkova    |
| 4              | 4       | Viktoryja Azaranka       | 5425  | 5                  | 500               | 5920            | Eliminata ai quarti da Li Na                   |
| 5              | 5       | Francesca Schiavone      | 5246  | 2000               | 1400              | 4646            | Sconfitta in finale da Li Na                   |
| 6              | 6       | Li Na                    | 4635  | 160                | 2000              | 6375            | Vittoria in finale contro Francesca Schiavone  |
| 7              | 7       | Marija Šarapova          | 4481  | 160                | 900               | 5221            | Eliminata in semifinale da Li Na               |
| 8              | 8       | Samantha Stosur          | 4645  | 1400               | 160               | 3405            | Eliminata al 3T da Gisela Dulko                |
| 9              | 9       | Petra Kvitová            | 3743  | 5                  | 280               | 4018            | Eliminata al 4T da Li Na                       |
| 10             | 10      | Jelena Janković          | 3670  | 900                | 280               | 3050            | Eliminata al 4T da Francesca Schiavone         |
| 11             | 11      | Marion Bartoli           | 3000  | 160                | 900               | 3740            | Eliminata in semifinale da Francesca Schiavone |
| 12             | 12      | Agnieszka Radwańska      | 2876  | 100                | 280               | 3056            | Eliminata al 4T da Marija Šarapova             |
| 13             | 13      | Svetlana Kuznecova       | 2870  | 160                | 500               | 3210            | Eliminata ai quarti da Marion Bartoli          |
| 14             | 14      | Anastasija Pavljučenkova | 2715  | 160                | 500               | 3055            | Eliminata ai quarti da Francesca Schiavone     |
| 15             | 15      | Andrea Petković          | 2890  | 100                | 500               | 3290            | Eliminata ai quarti da Marija Šarapova         |
| 16             | 16      | Kaia Kanepi              | 2540  | 160                | 160               | 2540            | Eliminata al 3T da Ekaterina Makarova          |
| N/A            | 17      | Serena Williams          | 2500  | 500                | 0                 | 2000            | Embolia polmonare                              |
| 17             | 18      | Julia Görges             | 2500  | 100                | 160               | 2560            | Eliminata al 3T da Marion Bartoli              |
| 18             | 19      | Flavia Pennetta          | 2495  | 280                | 5                 | 2220            | Eliminata al 1T da Varvara Lepchenko           |
| 19             | 20      | Shahar Peer              | 2445  | 280                | 5                 | 2170            | Eliminata al 1T da María José Martínez Sánchez |
| 20             | 21      | Ana Ivanović             | 2425  | 100                | 5                 | 2330            | Eliminata al 1T da Johanna Larsson             |
| 21             | 22      | Yanina Wickmayer         | 2350  | 160                | 160               | 2350            | Eliminata al 3T da Agnieszka Radwańska         |
| 22             | 23      | Dominika Cibulková       | 2210  | 160                | 5                 | 2055            | Eliminata al 1T da Vania King                  |
| 23             | 24      | Alisa Klejbanova         | 2165  | 160                | 0                 | 2005            | Malattia                                       |
| 24             | 25      | Jarmila Gajdošová        | 2060  | 280                | 160               | 1880            | Eliminata al 3T da Andrea Petković             |
| 25             | 26      | Marija Kirilenko         | 1985  | 280                | 280               | 1985            | Eliminata al 4T da Andrea Petković             |
| 26             | 27      | Nadia Petrova            | 1940  | 500                | 5                 | 1445            | Eliminata al 1T da Anastasija Rodionova        |
| 27             | 28      | Alexandra Dulgheru       | 1515  | 160                | 100               | 1455            | Eliminata al 2T da Sorana Cîrstea              |
| N/A            | 29      | Venus Williams           | 1840  | 280                | 0                 | 1560            | Infortunio al fianco                           |
| 28             | 30      | Daniela Hantuchová       | 1875  | 280                | 280               | 1875            | Eliminata al 4T da Svetlana Kuznecova          |
| 29             | 31      | Peng Shuai               | 2080  | 0                  | 160               | 2240            | Ritirata al 3T contro Francesca Schiavone      |
| 30             | 32      | Roberta Vinci            | 1615  | 100                | 160               | 1675            | Eliminata al 3T da Viktoryja Azaranka          |
| 31             | 33      | Klára Koukalová          | 1600  | 100                | 5                 | 1505            | Eliminata al 1T da Latisha Chan                |
| 32             | 34      | Cvetana Pironkova        | 1463  | 5                  | 100               | 1558            | Eliminata al 2T da Gisela Dulko                |

### Assegnazione punteggi
I punteggi della classifica ATP vengono assegnati come illustrato.
| Turno                | Singolare maschile | Doppio maschile | Singolare femminile | Doppio femminile |
| -------------------- | ------------------ | --------------- | ------------------- | ---------------- |
| Vincitore            | 2000               | 2000            | 2000                | 2000             |
| Finale               | 1200               | 1200            | 1400                | 1400             |
| Semifinali           | 720                | 720             | 900                 | 900              |
| Quarti di finale     | 360                | 360             | 500                 | 500              |
| Ottavi di finale     | 180                | 180             | 280                 | 280              |
| Terzo turno          | 90                 | 90              | 160                 | 160              |
| Secondo turno        | 45                 | 0               | 100                 | 5                |
| Primo turno          | 10                 | –               | 5                   | –                |
| Qualificazione       | 25                 | –               | 60                  | –                |
| 3T di qualificazione | 16                 | –               | 50                  | –                |
| 2T di qualificazione | 8                  | –               | 40                  | –                |
| 1T di qualificazione | 0                  | –               | 2                   | –                |

## Premi in denaro
Tutti i premi sono in Euro; il premio del doppio è distribuito alla coppia.

### Singolari maschile e femminile
- Vincitore: 1 200 000 €
- Finalista: 600 000 €
- Semifinalista: 300 000 €
- Quarti di finale: 150 000 €
- Ottavi di finale: 75 000 €
- Terzo turno: 42 000 €
- Secondo turno: 25 000 €
- Primo turno: 15 000 €
- Terzo turno (qualificazioni): 8000 €
- Secondo turno (qualificazioni): 4000 €
- Primo turno (qualificazioni): 2500 €

### Doppio maschile e femminile
- Vincitori: 330 000 €
- Finalisti: 165 000 €
- Semifinalisti: 82 500 €
- Quarti di finale: 42 000 €
- Ottavi di finale: 22 000 €
- Secondo turno: 12 000 €
- Primo turno: 7500 €

### Doppio misto
- Vincitori: 100 000 €
- Finalisti: 50 000 €
- Semifinalisti: 25 000 €
- Quarti di finale: 13 000 €
- Ottavi di finale: 7000 €
- Primo turno: 3500 €